# St. Gallen

Speisergasse und Freieck 1906

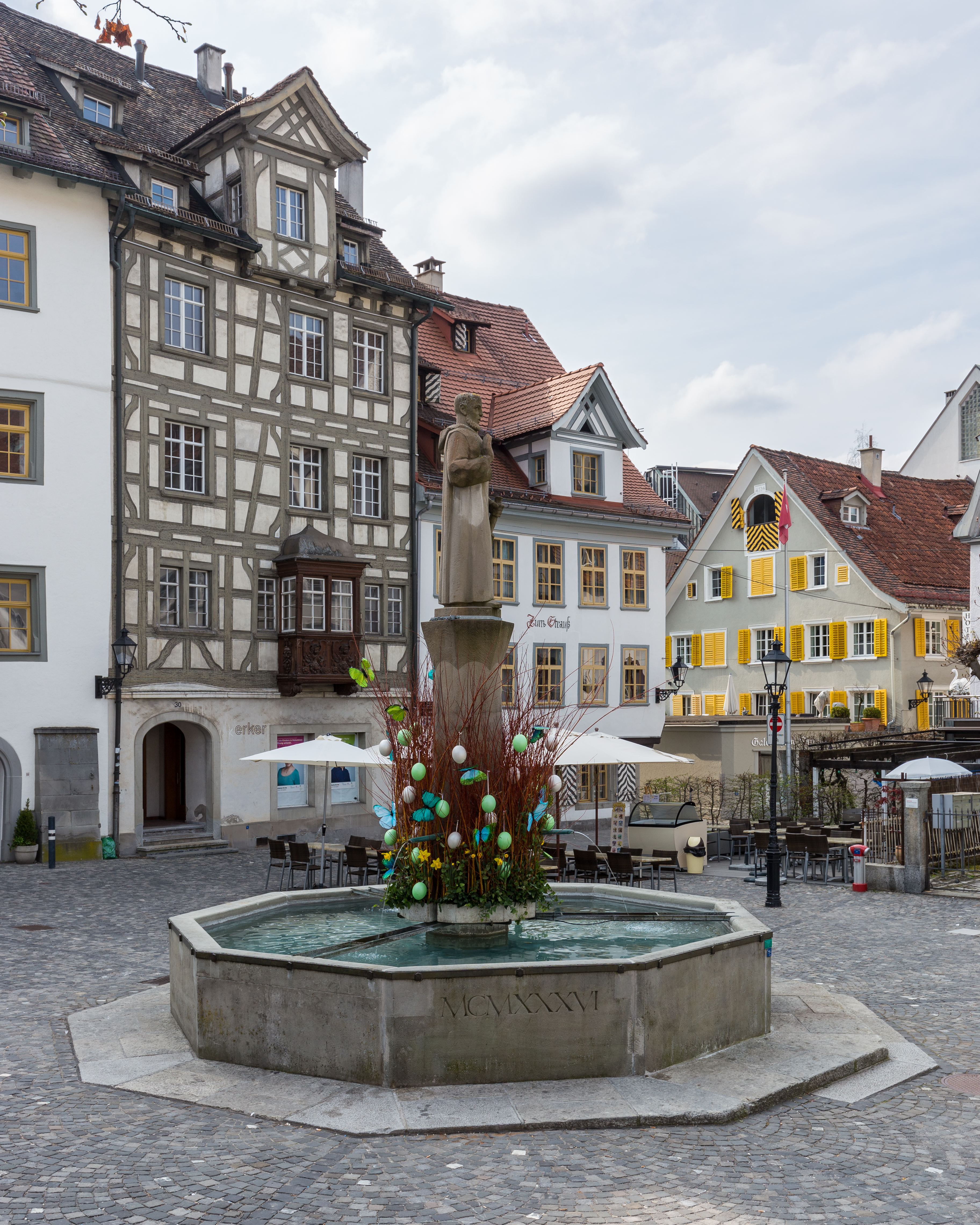
Gallusbrunnen und Gallusplatz

Die Stadt St. Gallen (Eigenschreibweise St.Gallen, schweizerdeutsch Sanggale [saŋˈkalə], italienisch San Gallo, französisch Saint-Gall, rätoromanisch Sogn Gaglⓘ) ist eine politische Gemeinde und der namensgebende Hauptort des Ostschweizer Kantons St. Gallen. Im April 2025 zählte die Stadt 83'330 Einwohner und 2018 mehr als 165'000 Personen in der Agglomeration. Mit rund 700 m ü. M. ist sie eine der höher gelegenen Städte der Schweiz. St. Gallen liegt an der Steinach, einem Fluss, der in den Bodensee mündet, und wird seit der Stadterweiterung 1918 auch vom Sittertobel geteilt. Die Ursprünge der Stadt St. Gallen gehen bis ins 7. Jahrhundert zurück. Sie entstand als Siedlung um das etwa 720 auf dem Gebiet einer Einsiedelei gegründete Kloster St. Gallen und wuchs im 10. Jahrhundert zu einer Stadt heran; 1180 wurde sie Reichsstadt.
Heute fungiert St. Gallen als das kulturelle und wirtschaftliche Zentrum der Ostschweiz, die Stadt gilt als Ostschweizer Metropole. Sie liegt an den Eisenbahn-Hauptverkehrsachsen (München–)St. Margrethen–Rorschach–St. Gallen–Winterthur–Zürich und (Konstanz–)Romanshorn–St. Gallen–Rapperswil–Luzern und gilt als Tor ins Appenzellerland. Touristisch interessant ist die Stadt aufgrund der Stiftskirche und der Stiftsbibliothek, die von der UNESCO in die Liste des Weltkulturerbes aufgenommen wurde. St. Gallen ist auch für seine Stickereien bekannt. Zu sehen sind diese heute im Textilmuseum St. Gallen, das sich der Geschichte der Ostschweizer Textilindustrie widmet. Ausser den höchsten kantonalen Behörden haben auch die Universität St. Gallen und das Bundesverwaltungsgericht (BVGer) ihren Sitz in der Stadt.

## Name
Der Stadtname stammt von dem Wandermönch Gallus, weswegen die Stadt auch Gallusstadt genannt wird.
Die Stadtverwaltung selbst schreibt den Namen ohne Leerschlag nach dem «St.», nach den Rechtschreibregeln richtig ist ein Abstand zwischen «St.» und «Gallen» mittels Leerschlag oder typographisch korrekter mit einem Achtelgeviert.

## Geografie
St. Gallen besteht neben der alten Stadtgemeinde (bis 1798 freie Reichsstadt und Republik St. Gallen) und dem einstigen Klosterbezirk des Fürstabts aus den ursprünglichen Dörfern und Weilern Bruggen, Hafnersberg, Heiligkreuz, Kräzern, Krontal, Lachen, Neudorf, Notkersegg, Riethüsli, Rotmonten, St. Fiden, St. Georgen, Sittertal, Tablat und Winkeln. Diese Weiler und Dörfer gehörten früher zu den damals selbständigen Gemeinden Straubenzell und Tablat und wurden 1918 in die Stadt eingemeindet (→ Stadtverschmelzung).

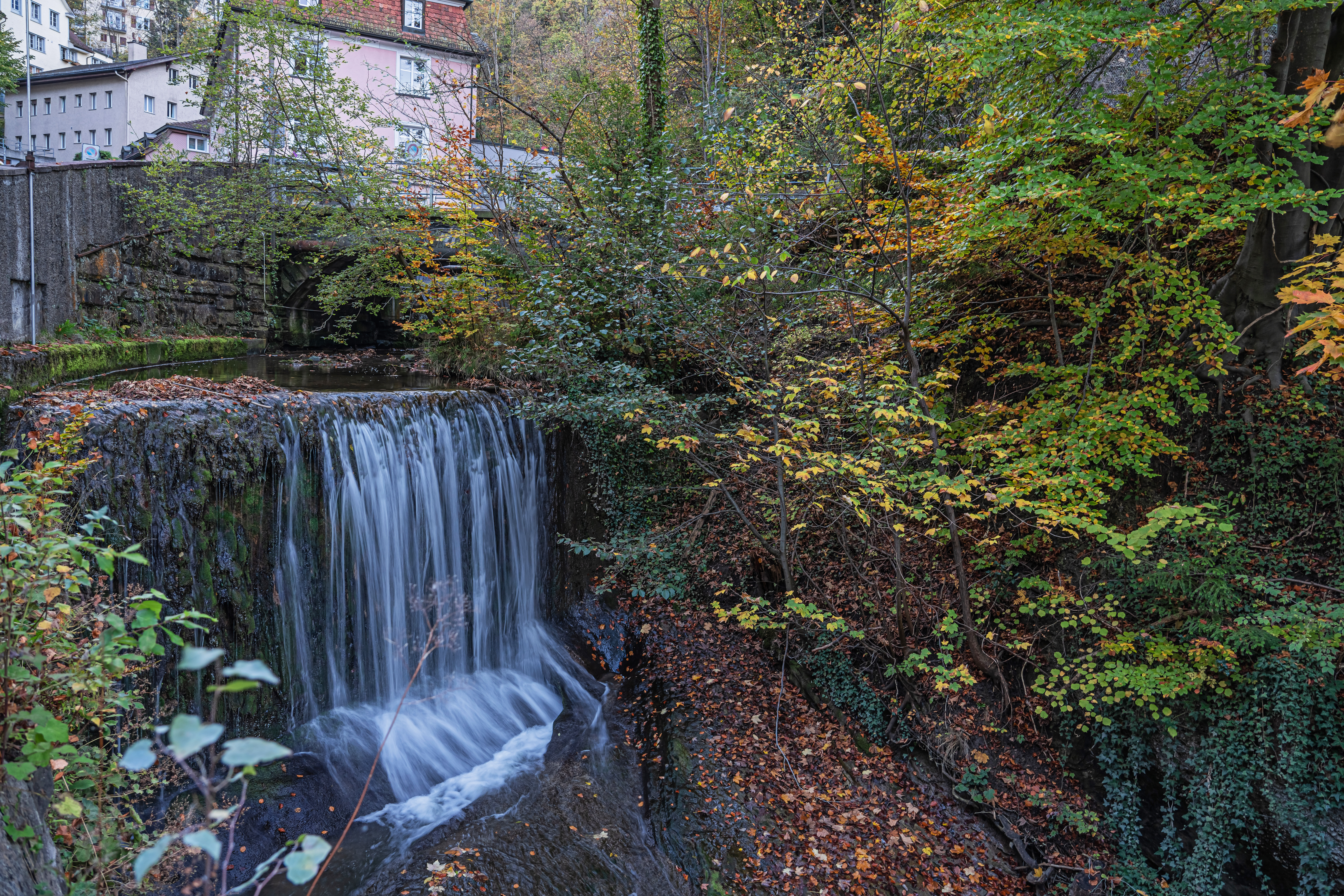
Steinach-Wasserfall in der Mülenenschlucht in St. Gallen

Der Hauptteil der Stadtsiedlung liegt in einem weiten Tal zwischen zwei parallel verlaufenden Hügeln, dem Rosenberg mit Rotmonten im Norden und dem Freudenberg im Süden. Das Tal liegt auf einer Südwest-Nordost-Achse, dennoch wird umgangssprachlich von einer West-Ost-Achse gesprochen. Das Tal ist im Südwesten durch die tief eingeschnittene Sitterschlucht begrenzt, im Nordosten fliesst die Steinach aus der Stadt in Richtung Bodensee. Das historische Stadtzentrum liegt am Oberlauf der Steinach, wo Gallus seine Klause baute. Ausser im Quartier St. Georgen, in der Mülenenschlucht und ganz im Nordosten der Stadt ist vom Gewässer allerdings nichts mehr zu sehen, weil es in einem unterirdischen Kanal bis an den Stadtrand geleitet wird. Der Irabach fliesst von Riethüsli her mitten durch das Stadtzentrum, wurde aber schon seit 1880 auf keiner Karte mehr verzeichnet, weil er eingedolt wurde. Noch 1904 hatte sein Hochwasser den Bahnhof unter Wasser gesetzt. Sein natürlicher Verlauf war nach dem Stadtbrand von 1418 verändert worden; er war mit einer Bifurkation versehen worden, wobei ein Teil des Wassers beim Brühltor in den Burggraben umgeleitet wurde und von dort in die Steinach, während der Schwärzebach nach Nordosten führte.
Vom Freudenberg, der mit den Drei Weieren ein Naherholungsgebiet anbietet, kann man bei günstiger Sicht einen grossen Teil des Bodensees, den Thurgau sowie den Süden Deutschlands sehen.
Das Stadtgebiet umfasst ausserhalb der Siedlungsflächen einen weiten Teil der umliegenden Hügellandschaft. Westlich des Sittertobels liegt Winkeln auf der Wasserscheide zwischen dem Einzugsgebiet der Sitter und jenem der Glatt. Im Ortszentrum von Winkeln liegt der Bildweier und unterhalb von Sturzenegg der Gübsensee, der als Staubecken für das Kraftwerk Kubel entstand. Nördlich von Winkeln folgt die Stadtgrenze dem Wisenbach bis an die Sitter. Im Nordwesten verläuft die Grenze unter dem steilen Berghang mit dem Sitterwald und dem Hätterenwald über vier Kilometer im Flussbett der Sitter bis zum Weiler Joosrüti. Im Norden überquert die Stadtgrenze den Hügelzug vom Chatzenstrebel bis zum Wildpark Peter und Paul und hinunter in das Galgentobel an der Steinach und von da aus über den Hügel Höchst bis in das Goldachtobel unterhalb des Weilers Paradies. Der steile westliche Hang des Goldach- und des Martinstobels unterhalb der Burgstelle Rappenstein liegt auf Stadtgebiet. Bei Neudorf führt die Martinsbrugg über die enge Schlucht. Im Osten begrenzt der Bernhardsbach das Stadtgebiet von der Vögelinsegg bis hinunter zur Goldach. Im Süden gehört der nördliche Berghang unterhalb des Höhenzuges, der sich von der Vögelinsegg über den Horst bis zur Kunzenegg hinzieht, mit den Quellbächen der Steinach zu St. Gallen. Im Weiertal östlich von St. Georgen liegt der künstlich angelegte Wenigerweiher. Von der Kunzenegg aus folgt die Stadt- und Kantonsgrenze dem fünf Kilometer langen Lauf des Wattbachs bis zu dessen Mündung in die Sitter bei Zweibruggen und in der Nähe der Haggenbrücke.
Wegen der speziellen Topografie der Stadt wird St. Gallen auch die Stadt der «Tausend Treppen» genannt, seit 2020 auch als «Stägestadt» bezeichnet, da viele Treppen den Freuden- als auch Rosenberg hinauf führen. Die Stadt wird auch mit «Die Stadt im Grünen Ring» bezeichnet, da auf den Hügeln vor der Stadt noch heute ausgedehnte Waldflächen als Naherholungsgebiete dienen. Der höchste Punkt der Stadt liegt auf 1074 m ü. M. an der Südostgrenze der Stadt (westlich von Speicher), der tiefste Punkt mit 496 m ü. M. im Goldachtobel.
Fast ein Drittel der Fläche der Stadt St. Gallen wird landwirtschaftlich genutzt.

### Geologie
St. Gallen befindet sich im Gebiet der flachen mittelländischen Molasse. Grosse Teile der Stadt befinden sich auf unstabilem Torfboden mit grossem Grundwasseranteil. Viele Gebäude in der Innenstadt (darunter der Bahnhof und die Hauptpost) wurden deshalb auf Pfählen aus Eichenholz gebaut.
Die Hügelketten südwestlich der Stadt gehören zu den Ausläufern des Alpsteins. Die sogenannte aufgerichtete Molasse ist durch deutliche Bergkämme charakterisiert. Die Hügel in Richtung Nordosten gehören jedoch zum Bodenseebecken. Sie bilden als flachliegende Molasse Hochflächen aus. Wo hartes Gestein freiliegt (etwa im Sittertobel), besteht dieses vorwiegend aus Nagelfluh, Sandstein oder Mergel.

### Klima

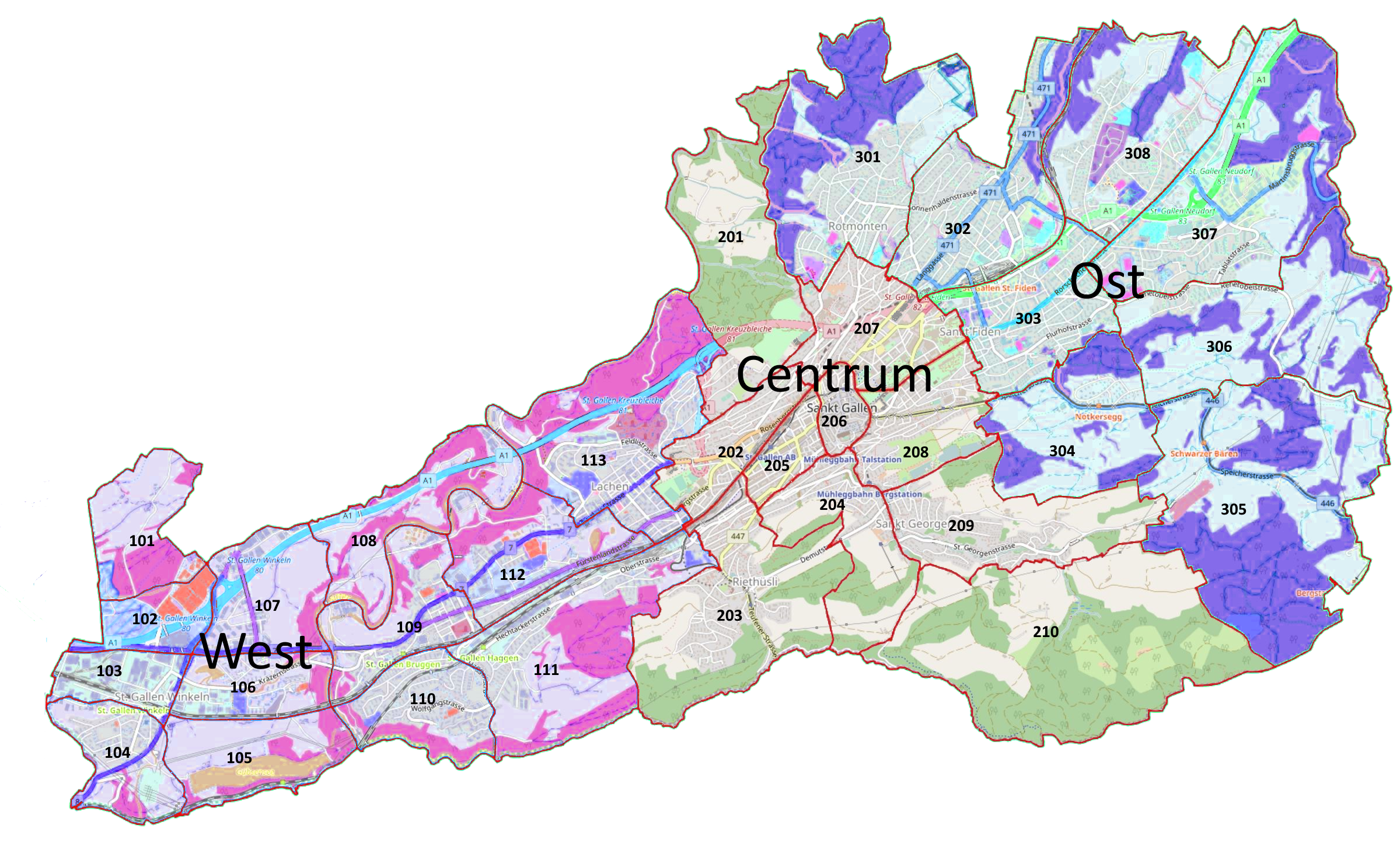
Karte der Stadt St. Gallen mit statistischen Quartieren und farblich abgesetzten Stadtkreisen.

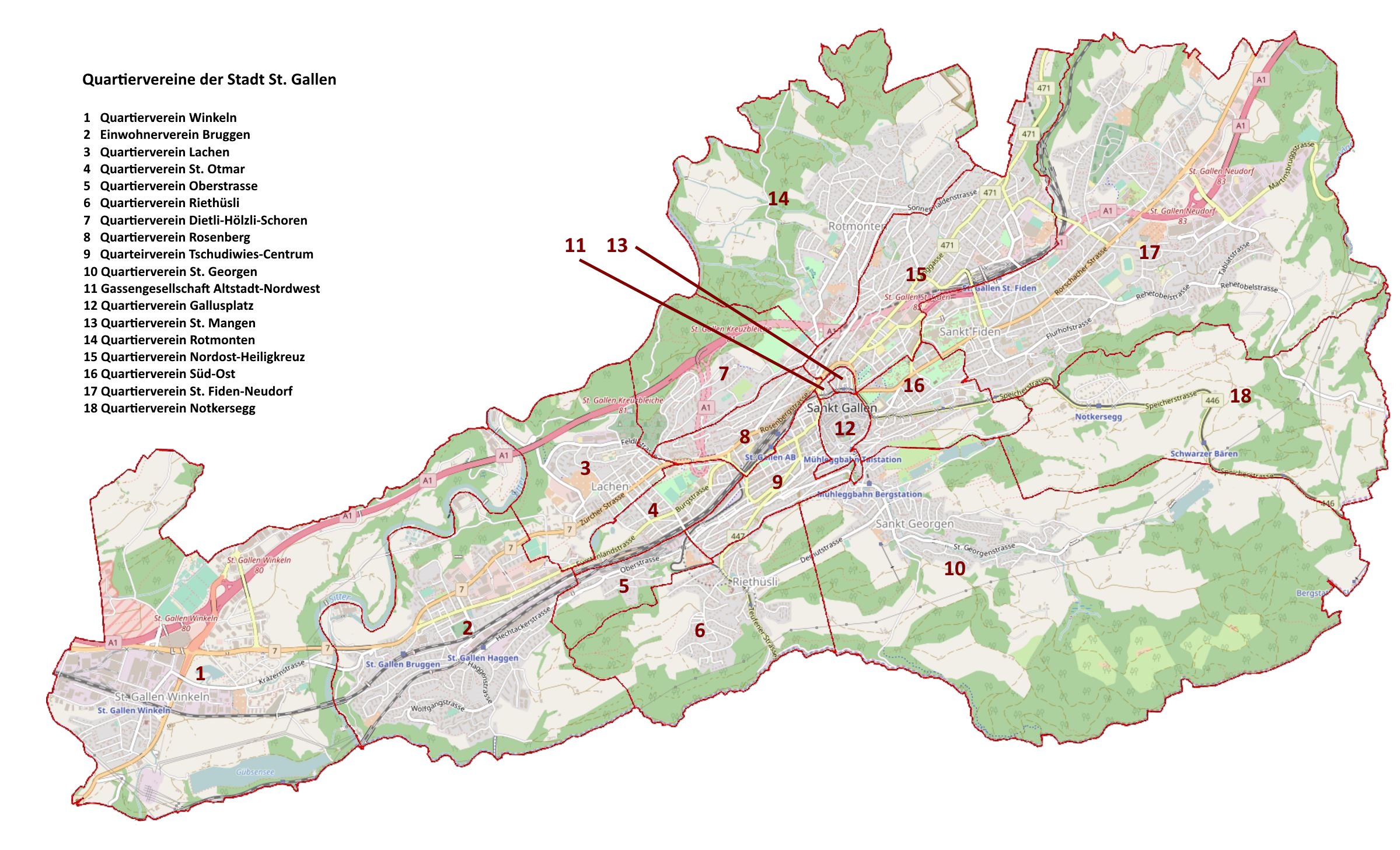
Quartiere basierend auf den von den Quartiervereinen vertretenen Gebieten laut Amt für Gesellschaftsfragen, St. Gallen.

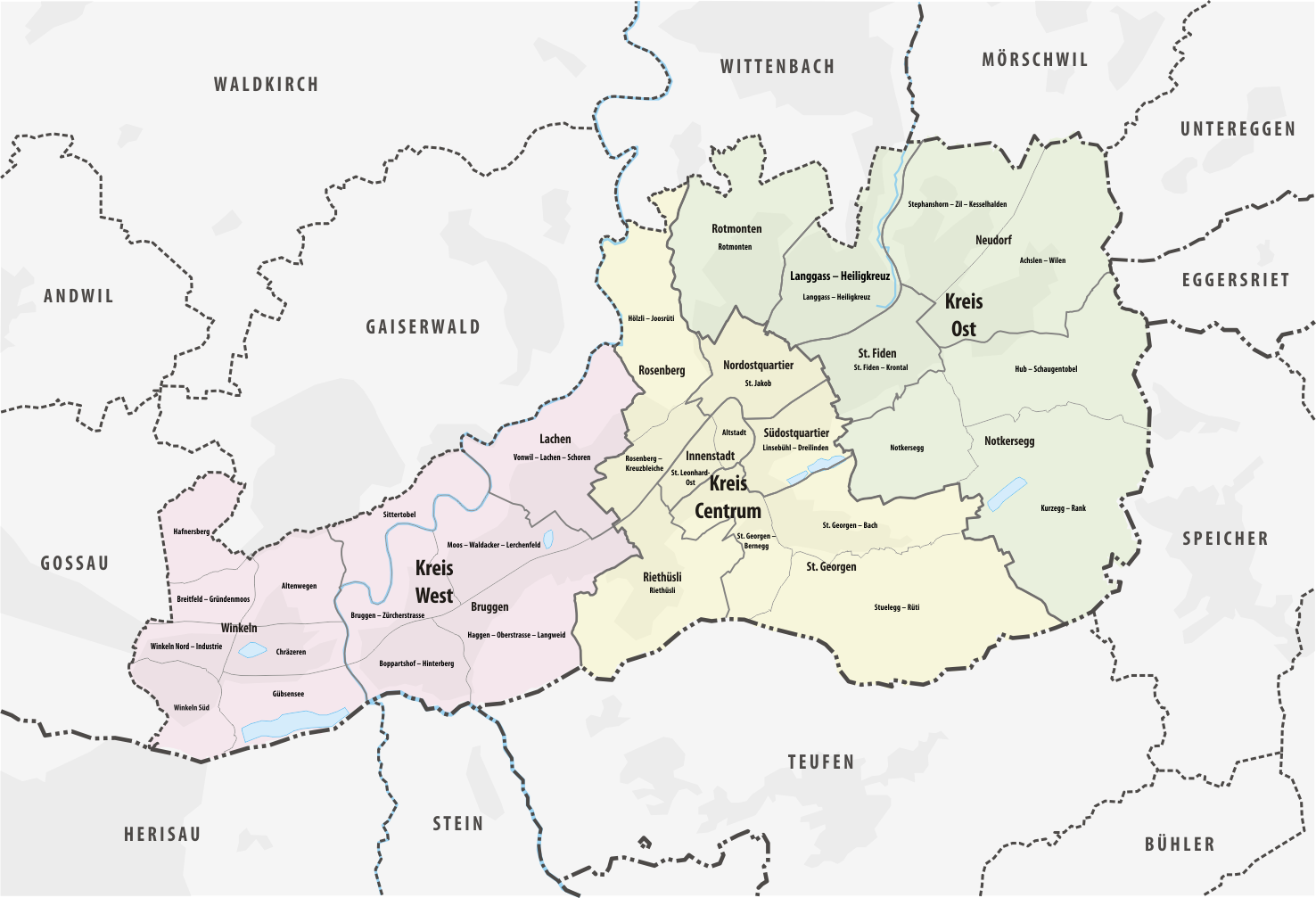
Quartiere von St. Gallen.

St. Gallen liegt in der gemässigten Klimazone mit vorherrschend wechselhaftem Westwindwetter. Da die Hügel der Stadt die ersten Erhebungen für Wolkenformationen aus West bis Nordost sind, kommt es oft zu tagelangem Stauregen oder Schneefall. Die Wolken stauen besonders im Alpsteingebirge, und es kommt zu Niederschlag. Bei Nord- oder Nordostwind herrscht in der Gallusstadt Bisenlage, es wird also sehr kalt. Dies ist meist mit Hochnebel verbunden, da sich die kalten, feuchten Luftmassen am Boden festsetzen, während in höheren Regionen schönes Wetter herrscht (→ Temperaturinversion). Die grosse Wassermasse des Bodensees unterstützt noch zusätzlich die Bildung von Nebel, besonders im Herbst und Winter (→ Bodenseeklima).
Im Sommer prägen häufige und langanhaltende Niederschläge das Wetter, insbesondere auch starke Abendgewitter. Bei Hochnebellage, die besonders im Herbst oft vorkommt, kann die Stadt mehr oder weniger betroffen sein. Aufgrund ihrer hohen Lage gibt es Tage, an denen sie gerade oberhalb der Nebelschicht zu liegen kommt (zumindest die höheren Lagen), an anderen Tagen löst sich diese im Laufe des Tages auf, manchmal bleibt es auch tagelang grau. Bei Südföhn ist es hingegen sonnig und warm. Mit Föhnunterstützung kann die Temperatur 10 °C und mehr in wenigen Stunden steigen, obwohl die Stadt nicht im Haupteinflussgebiet des Südwindes liegt. Im Winter fällt der Niederschlag als Schnee, der in Schattenlagen bis in den April hinein liegen bleiben kann.
Die Jahresmitteltemperatur für die Normalperiode 1991–2020 beträgt 8,7 °C, wobei im Januar mit 0,2 °C die kältesten und im Juli mit 17,5 °C die wärmsten Monatsmitteltemperaturen gemessen werden. Im Mittel sind hier rund 88 Frosttage und 31 Eistage zu erwarten. Sommertage gibt es im Jahresmittel rund 21, während normalerweise 1 bis 2 Hitzetage zu verzeichnen sind. Die durchschnittliche Niederschlagsmenge beträgt 1433 mm, wobei der grösste Teil im Sommer fällt. Die Wetterstation von MeteoSchweiz liegt auf einer Höhe von 776 m ü. M. in der Nähe des Notkerseggs. Vor allem bei Inversionslagen oder Hochnebel ist es im rund 100 m tieferen Stadtkessel kühler und/oder feuchter.
|                        | Jan  | Feb  | Mär  | Apr  | Mai  | Jun  | Jul  | Aug  | Sep  | Okt  | Nov  | Dez  |   |      |
| Mittl. Temperatur (°C) | 0,2  | 0,8  | 4,4  | 8,1  | 12,2 | 15,7 | 17,5 | 17,2 | 13,1 | 9,2  | 4,3  | 1,3  | ⌀ | 8,7  |
| Mittl. Tagesmax. (°C)  | 2,9  | 3,8  | 7,9  | 12,2 | 16,5 | 19,9 | 21,7 | 21,3 | 16,8 | 12,4 | 7,0  | 3,9  | ⌀ | 12,2 |
| Mittl. Tagesmin. (°C)  | −2,3 | −2,0 | 1,0  | 4,2  | 8,2  | 11,8 | 13,6 | 13,6 | 9,9  | 6,3  | 1,6  | −1,6 | ⌀ | 5,4  |
|                        |      |      |      |      |      |      |      |      |      |      |      |      |   |      |
| Niederschlag (mm)      | 67   | 64   | 87   | 103  | 157  | 170  | 174  | 185  | 138  | 105  | 93   | 90   | Σ | 1433 |
|                        |      |      |      |      |      |      |      |      |      |      |      |      |   |      |
| Sonnenstunden (h/d)    | 1,8  | 2,8  | 4,3  | 5,6  | 6,0  | 6,7  | 7,3  | 6,7  | 5,1  | 3,3  | 2,0  | 1,5  | ⌀ | 4,4  |
|                        |      |      |      |      |      |      |      |      |      |      |      |      |   |      |
| Regentage (d)          | 10,6 | 9,4  | 12,0 | 11,3 | 13,5 | 13,8 | 13,4 | 12,8 | 11,6 | 10,5 | 10,5 | 11,6 | Σ | 141  |
|                        |      |      |      |      |      |      |      |      |      |      |      |      |   |      |
| Luftfeuchtigkeit (%)   | 80   | 76   | 72   | 68   | 71   | 72   | 71   | 74   | 79   | 81   | 82   | 80   | ⌀ | 75,5 |

| −2,3 |

| −2,0 |

| 1,0 |

| 4,2 |

| 8,2 |

| 11,8 |

| 13,6 |

| 13,6 |

| 9,9 |

| 6,3 |

| 1,6 |

| −1,6 |

| −2,3 |

| −2,0 |

| 1,0 |

| 4,2 |

| 8,2 |

| 11,8 |

| 13,6 |

| 13,6 |

| 9,9 |

| 6,3 |

| 1,6 |

| −1,6 |

### Stadtgliederung
Die Stadt teilt sich heute in drei Stadtkreise (West, Centrum sowie Ost) auf, welche wiederum in Quartiergruppen und Quartiere unterteilt sind. Die Kreise gehen auf die Stadtverschmelzung von 1918 zurück. Der Kreis West umfasst zum grössten Teil das Gebiet der früheren Gemeinde Straubenzell, der Kreis Centrum das der einstigen Stadt St. Gallen und der Kreis Ost das Gebiet der ehemaligen Gemeinde Tablat. Ausnahmen sind St. Georgen, das zum grössten Teil zur Gemeinde Tablat gehört hatte, und die westlichen Teile des Riethüsli, die Teil von Straubenzell waren; diese Gebiete wurden dem Kreis Centrum zugeschlagen. Die Kreise wurden zum ersten Mal 1966 in 31 statistische Quartiere aufgeteilt. 1996 wurde eine Zwischenebene eingeführt und die statistischen Quartiere in 14 Quartiergruppen zusammengefasst. Diese Einteilung wird im Statistikportal der Stadt St. Gallen für Auswertungen zur Gebäude- und Wohnungsstatistik (GWS) sowie zur Bevölkerungsstatistik herangezogen.
Die statistischen Quartiere und Quartiergruppen entsprechen mitunter nicht der Wahrnehmung der Bewohner, da manche Gebiete (wie der Schoren in Quartiergruppe Lachen, Dreilinden in Quartiergruppe Südostquartier) einer topografisch oder verkehrstechnisch davon getrennten Quartiergruppe zugeschlagen werden. Diese Differenz kommt in der Umgrenzung der 18 von den St. Galler Quartiervereinen vertretenen Quartiere zum Ausdruck, die in einer Publikation des Amtes für Gesellschaftsfragen der Stadt St. Gallen vorgestellt werden und die für die Bewohner im täglichen Leben relevanten Quartiergrenzen repräsentieren. Die Quartiere verfügen über keinerlei politischen Rechte.
| Kreis | Quartiergruppe       | BFS-Code | Einwohner Ende 2020 | Statistische Quartiere |
| --- | -------------------- | -------- | ------------------- | --- |
| Kreis West Der Stadtkreis West erstreckt sich von Lachen, Schoren bzw. Haggen bis nach Winkeln und ins Gründenmoos.            | Winkeln              | 3203011  | 4'464               | 101 Hafnersberg 102 Breitfeld – Gründenmoos 103 Winkeln Nord – Industrie 104 Winkeln Süd 105 Gübsensee 106 Chräzeren 107 Altenwegen              |
| Kreis West Der Stadtkreis West erstreckt sich von Lachen, Schoren bzw. Haggen bis nach Winkeln und ins Gründenmoos.            | Bruggen              | 3203012  | 12'924              | 108 Sittertobel 109 Bruggen – Zürcherstrasse 110 Boppartshof – Hinterberg 111 Haggen – Oberstrasse – Langweid 112 Moos – Waldacker – Lerchenfeld |
| Kreis West Der Stadtkreis West erstreckt sich von Lachen, Schoren bzw. Haggen bis nach Winkeln und ins Gründenmoos.            | Lachen               | 3203013  | 6'811               | 113 Vonwil – Lachen – Schoren |
| Kreis Centrum Der Kreis Centrum streckt sich vom Rosenberg in die Innenstadt bis nach St. Georgen beziehungsweise Riethüsli.   | Rosenberg            | 3203021  | 4'054               | 201 Hölzli – Joosrüti 202 Rosenberg – Kreuzbleiche                                                                                               |
| Kreis Centrum Der Kreis Centrum streckt sich vom Rosenberg in die Innenstadt bis nach St. Georgen beziehungsweise Riethüsli.   | Riethüsli            | 3203022  | 4'104               | 203 Riethüsli |
| Kreis Centrum Der Kreis Centrum streckt sich vom Rosenberg in die Innenstadt bis nach St. Georgen beziehungsweise Riethüsli.   | St. Georgen          | 3203023  | 5'016               | 204 St. Georgen – Bernegg 209 St. Georgen – Bach 210 Stuelegg – Rüti                                                                             |
| Kreis Centrum Der Kreis Centrum streckt sich vom Rosenberg in die Innenstadt bis nach St. Georgen beziehungsweise Riethüsli.   | Innenstadt           | 3203024  | 2'843               | 205 St. Leonhard-Ost 206 Altstadt |
| Kreis Centrum Der Kreis Centrum streckt sich vom Rosenberg in die Innenstadt bis nach St. Georgen beziehungsweise Riethüsli.   | Nordostquartier      | 3203025  | 3'242               | 207 St. Jakob |
| Kreis Centrum Der Kreis Centrum streckt sich vom Rosenberg in die Innenstadt bis nach St. Georgen beziehungsweise Riethüsli.   | Südostquartier       | 3203026  | 4'348               | 208 Linsebühl – Dreilinden |
| Kreis Ost Der Stadtkreis Ost beginnt bei St. Fiden und erstreckt sich in Richtung Rotmonten wie auch Notkersegg sowie Neudorf. | Rotmonten            | 3203031  | 2'562               | 301 Rotmonten |
| Kreis Ost Der Stadtkreis Ost beginnt bei St. Fiden und erstreckt sich in Richtung Rotmonten wie auch Notkersegg sowie Neudorf. | Langgass–Heiligkreuz | 3203032  | 7'622               | 302 Langgass – Heiligkreuz |
| Kreis Ost Der Stadtkreis Ost beginnt bei St. Fiden und erstreckt sich in Richtung Rotmonten wie auch Notkersegg sowie Neudorf. | St. Fiden            | 3203033  | 8'026               | 303 St. Fiden – Krontal |
| Kreis Ost Der Stadtkreis Ost beginnt bei St. Fiden und erstreckt sich in Richtung Rotmonten wie auch Notkersegg sowie Neudorf. | Notkersegg           | 3203034  | 1'801               | 304 Notkersegg 305 Kurzegg – Rank 306 Hub – Schaugentobel                                                                                        |
| Kreis Ost Der Stadtkreis Ost beginnt bei St. Fiden und erstreckt sich in Richtung Rotmonten wie auch Notkersegg sowie Neudorf. | Neudorf              | 3203035  | 8'375               | 307 Achslen – Wilen 308 Stephanshorn – Zil – Kesselhalden                                                                                        |
| Quartiere von St. Gallen |                      |          |                     | |

Folgende Gemeinden grenzen an das Gebiet der Stadt St. Gallen: Gossau im Westen, Gaiserwald und Wittenbach im Norden, im Osten Mörschwil, Untereggen und Eggersriet. Im Süden grenzt die Stadt an den Kanton Appenzell Ausserrhoden mit den Gemeinden Herisau, Stein, Teufen und Speicher.

## Geschichte
Die Gründungslegende um den Heiligen Gallus wird ins Jahr 612 nach Christus datiert. Die Gründung der Abtei St. Gallen ist für das Jahr 719 durch Otmar nachgewiesen. Auch zur Umbettung des vom benachbarten Bischof verurteilten Otmars gibt es eine weitere Legende. 1180 wurde St. Gallen zur Reichsstadt des Heiligen Römischen Reichs. 1291 gewährte Abt Wilhelm von Montfort den Burgern der Stadt die in einer «Handfeste» niedergelegten Rechte. 1319 wurde mit den Städten Lindau und Überlingen ein Bund gegründet, der im Verlauf der folgenden Jahrhunderte in die Bodenseeregion hinein ausgeweitet wurde. 1349 brach in der Stadt die Pest aus. Die Appenzeller und die Schwyzer schlossen 1403 ein Landrecht, um den Freiheitskampf gegen den Fürstabt zu führen. Erst König Ruprecht erklärte den Bodensee-Bund für aufgelöst. Am 23. Juni 1454 schworen die St. Galler den Beitritt zur Eidgenossenschaft, wofür sie dem Abt 1457 eine Ablöse bezahlen mussten.
Die von der Stadt angenommene Reformation führte zu einem langjährigen Streit zwischen Bürgerschaft/Stadt und dem Fürstabt im Klosterhof, dem das ganze, nun katholische Umland gehörte. Beigelegt wurde dieser Streit erst nach der Gründung des Kantons; noch im 19. Jahrhundert gab es tiefe konfessionelle Gräben zwischen der Stadt und den Vorortgemeinden.
Im Dreissigjährigen Krieg kam es 1629 und 1635 zu einer erneuten Pestseuche. Ihr erlagen 2420 bzw. 1000 Personen, also über ein Fünftel der Stadtbevölkerung. 
Zwischen dem Westfälischen Frieden 1648 bis zum Franzoseneinfall 1798 war die Stadt St. Gallen Freie Stadt im Heiligen Römischen Reich. 1798 brachte die Helvetik der Schweiz neue Kantonsaufteilungen. Die Gebiete der Fürstabtei, der Stadt St. Gallen und auch Appenzells wurden zum Kanton Säntis zusammengefasst, 1803 wurde der Ringkanton St. Gallen gebildet. Der Abt war mit einem grossen Teil des klösterlichen Vermögens nach Wien geflohen. Der danach für 113 Kirchgemeinden gebildete Katholische Konfessionsteil des Kantons St. Gallen war 1847 als Organisation aller Katholiken des Kantons gegründet worden und übernahm das Eigentum am Klostergebäude und an den religiösen Gegenständen des Klosters. Der Katholische Konfessionsteil ist bis heute z. B. für die Finanzierung der Geistlichen im Kanton und für die Oberaufsicht über die Katholische Sekundarschule zuständig.
Der wirtschaftliche Aufschwung der Stadt St. Gallen begann bereits in der Reformationszeit mit dem Aufschwung der Ostschweizer Textilindustrie. Um das Jahr 1800 wurde in St. Gallen eine der ersten mechanischen Spinnereien der Schweiz errichtet. Um 1810 und nach 1922 kam es zu grossen Krisen in der Textilindustrie. 1816 war als Folge einer Textilkrise eine Hungersnot ausgebrochen, welche circa zweitausend Opfer forderte. Nach den 1930er-Jahren und der Weltwirtschaftskrise, welche die St. Galler Stickerei hart traf, wanderten 13'000 Einwohner ab.
1852 beschlossen Stadt und Kanton die Mitfinanzierung der vier Jahre später fertiggestellten Eisenbahnlinie von Zürich über Wil nach St. Gallen und weiter nach Rorschach. 1897 wurde die elektrische Trambahn eingeweiht. Neben der St. Galler Spitze trugen Banken und Versicherungen zum weiteren Aufschwung bei. Heute bildet St. Gallen das wirtschaftliche und kulturelle Zentrum der Ostschweiz und des Alpenrheins. Eine Besonderheit aus der Geschichte sind die drei bis heute existierenden Bürgerrechte: St. Gallen, Tablat SG und Straubenzell.
2015 wurde St. Gallen der Ehrentitel «Reformationsstadt Europas» durch die Gemeinschaft Evangelischer Kirchen in Europa verliehen.

## Bevölkerung
| Staatsangehörigkeit     | Anzahl Einwohner |
| ----------------------- | ---------------- |
| Deutschland             | 5'832            |
| Italien                 | 2'944            |
| Kosovo                  | 1'891            |
| Österreich              | 0'1'236          |
| Portugal                | 0'1'201          |
| Serbien                 | 1'193            |
| Nordmazedonien          | 984              |
| Bosnien und Herzegowina | 833              |
| Spanien                 | 0'827            |
| Türkei                  | 0'809            |
| Kroatien                | 0'593            |
| übriges Europa          | 4'186            |
| Asien                   | 2'785            |
| Afrika                  | 0'1'836          |
| Amerika                 | 0'579            |
| übrige/staatenlos       | 0'0156           |
| Total                   | 27'8850          |

Nach kommunaler Angabe leben in der Stadt 81‘615 Einwohner (Stand Dezember 2022). Im Januar 2022 besassen 23'685 der in St. Gallen gemeldeten Einwohner der ständigen Wohnbevölkerung kein Schweizer Bürgerrecht. Die grösste Einwandergruppe kommt aus Deutschland, gefolgt von Personen aus Serbien und Montenegro sowie Italien. Per 31. Dezember 2011 belief sich der Ausländeranteil auf 28,3 Prozent.
In der Agglomeration St. Gallen leben gegenwärtig etwas mehr als 165'000 Personen, wenn man zu ihr auch die Nachbargemeinden Gossau und Herisau im Westen und die Stadt Rorschach im Osten zählt.

### Sprachen
Die Amts- und Verkehrssprache Deutsch, welche im alltäglichen Umgang überwiegend als St. Galler Deutsch gesprochen wird, benützen gemäss Strukturerhebung der eidgenössischen Volkszählung aus dem Jahr 2014 85,0 % der Einwohner als Hauptsprache. Daneben sind Albanisch (5,0 %), Englisch (4,5 %) und Italienisch (4,0 %) die am weitesten verbreiteten Hauptsprachen.

### Religionen, Konfessionen
| Bevölkerung nach Religion/Konfession (2014) | Bevölkerung nach Religion/Konfession (2014) | Bevölkerung nach Religion/Konfession (2014) | Bevölkerung nach Religion/Konfession (2014) | Bevölkerung nach Religion/Konfession (2014) |
| ------------------------------------------- | ------------------------------------------- | ------------------------------------------- | ------------------------------------------- | ------------------------------------------- |
|                                             |                                             |                                             |                                             |                                             |
| römisch-katholisch                          | römisch-katholisch                          |                                             | 38,1 %                                      | 38,1 %                                      |
| evangelisch-reformiert                      | evangelisch-reformiert                      |                                             | 20,5 %                                      | 20,5 %                                      |
| andere christliche Kirche                   | andere christliche Kirche                   |                                             | 9,4 %                                       | 9,4 %                                       |
| jüdisch                                     | jüdisch                                     |                                             | 0,6 %                                       | 0,6 %                                       |
| muslimisch                                  | muslimisch                                  |                                             | 8,4 %                                       | 8,4 %                                       |
| andere Religion                             | andere Religion                             |                                             | 2,6 %                                       | 2,6 %                                       |
| konfessionslos                              | konfessionslos                              |                                             | 20,4 %                                      | 20,4 %                                      |
|                                             |                                             |                                             |                                             |                                             |

Seit der Reformation unter Vadian war die Stadt St. Gallen eine protestantische Stadt, wogegen das gesamte, der Fürstabtei unterstehende Umland katholisch blieb. Im Jahr 1918 wurden jedoch die katholischen Vororte Tablat und Straubenzell eingemeindet. Bis etwa 1950 blieben die Anteile der Römisch-Katholischen und der Evangelisch-Reformierten praktisch konstant bei je knapp 50 %. Danach fiel der Anteil der Reformierten bis auf 27 % im Jahr 2000 und 21,9 % im Jahr 2012, während der Anteil der Katholiken mit 44 % im Jahr 2000 und 38,4 % im Jahr 2012 weniger stark zurückging. Andererseits stieg der Anteil der Konfessionslosen von 9,9 % im Jahr 2000 auf 21,0 % im Jahr 2012. Überdies gehörten 2012 von den über 15-Jährigen 8,1 % anderen christlichen Gemeinschaften und 8,0 % islamischen Gemeinschaften an. Die Neuapostolische Kirche ist mit einer Gemeinde in St. Gallen vertreten, ebenso das syrische Christentum. Durch den Zuzug von Syrisch-Surayt sprechenden Assyrern (Aramäern oder Chaldäern) aus dem mesopotamischen Raum gibt es heute lebendige Gemeinden von Ostkirchen, wobei die meisten St. Galler mit assyrischen Wurzeln der Syrisch-Orthodoxen Kirche von Antiochien angehören. St. Gallen ist einer der zehn Schweizer Orte, die 2017 vom Evangelischen Kirchenbund das Etikett «Reformationsstadt» verliehen bekommen haben.

### Soziales
Ende Dezember 2024 waren laut der Fachstelle für Statistik 1082 Personen in der Stadt St. Gallen als arbeitslos gemeldet. Im Jahresdurchschnitt waren 981 Personen auf der Suche nach einer Stelle. Die Arbeitslosenquote betrug im Jahr 2024 durchschnittlich 2,4 %. Im Jahr 2023 bezogen 3119 Personen Sozialhilfe.

## Politik
→ siehe auch Abschnitt Politik im Artikel Wahlkreis St. Gallen

### Stadtparlament
- Grüne: 8
- SP: 18
- PFG: 1
- EVP: 1
- GLP: 8
- Mitte: 8
- FDP: 11
- SVP: 8

Die Legislative der Stadt ist das Stadtparlament, dessen 63 Mitglieder alle vier Jahre vom Volk gewählt werden. Das Stadtparlament trifft sich monatlich zu öffentlichen Sitzungen im Waaghaus beim Marktplatz.
|           | CVP | SP | FDP | SVP | Grüne | glp  | EVP | PFG ∗ | BDP | Total |
| --------- | --- | -- | --- | --- | ----- | ---- | --- | ----- | --- | ----- |
| 2005–2008 | 12  | 17 | 13  | 11  | 7 ∗∗  | 7 ∗∗ | 2   | 1     | –   | 63    |
| 2009–2012 | 13  | 15 | 12  | 11  | 5     | 4    | 2   | 1     | –   | 63    |
| 2013–2016 | 12  | 18 | 10  | 09  | 6     | 4    | 2   | 1     | 1   | 63    |
| 2017–2020 | 09  | 19 | 12  | 09  | 7     | 5    | 1   | 1     | –   | 63    |
| 2021–2024 | 08  | 18 | 11  | 08  | 8     | 8    | 1   | 1     | –   | 63    |

### Stadtrat
Der aus fünf Mitgliedern bestehende Stadtrat bildet die Exekutive und wird ebenfalls für jeweils vier Jahre vom Volk gewählt. Die fünf Mitglieder des Stadtrates sind je für eine Direktion zuständig. Der Stadtpräsident ist gleichzeitig Mitglied des Stadtrats, wird aber separat gewählt. St. Gallens Stadtrat ist mit folgenden Personen besetzt:
| Stadtrat           | Partei    | Direktion                              |
| ------------------ | --------- | -------------------------------------- |
| Maria Pappa        | SP        | Inneres und Finanzen, Stadtpräsidentin |
| Markus Buschor     | parteilos | Planung und Bau                        |
| Peter Jans         | SP        | Technische Betriebe                    |
| Sonja Lüthi        | glp       | Soziales und Sicherheit                |
| Mathias Gabathuler | FDP       | Bildung und Freizeit                   |

Thomas Scheitlin und Nino Cozzio stellten sich im November 2012 einer Gesamterneuerungswahl und wurden wiedergewählt. Thomas Scheitlin wurde in seiner Funktion als Stadtpräsident bestätigt. Patrizia Adam (CVP) und der parteilose Markus Buschor kandidierten für den Stadtrat und wurden im November 2012 vom St. Galler Stimmvolk gewählt. Erstmals in der Geschichte St. Gallens wurde ein parteiloser Kandidat in den Stadtrat gewählt. Die Wahl von Peter Jans erfolgte 2014; mit ihm ist die SP wieder im Stadtrat vertreten.
In der Gesamterneuerungswahl 2016 traten alle bisherigen Mitglieder wieder an, allerdings wurde Patrizia Adam nicht wiedergewählt. In einer Stichwahl unterlag sie ihrer Konkurrentin Maria Pappa von der SP knapp. Als Grund für die Abwahl Adams nach nur einer Amtsdauer wird die vom Stadtrat vorgenommene Departementszuordnung vermutet. Buschor ist studierter Architekt und hatte das Schuldepartement übernommen, Adam als studierte Juristin das Baudepartement. Der Stadtrat entschied sich dennoch, die Departementszuteilung nach der Wahl nicht zu ändern.
Sonja Lüthi (glp) wurde im November 2017 als Ersatz für den Mitte September verstorbenen Nino Cozzio (CVP) im zweiten Wahlgang gewählt. Sie setzte sich in der Stichwahl gegen einen Kandidaten der CVP und einen der SD durch. Das erste Mal seit der Stadtverschmelzung von 1918 ist die CVP damit nicht mehr im Stadtrat vertreten. Im November 2020 wurde Maria Pappa als Nachfolgerin des zurückgetretenen Thomas Scheitlin zur ersten Stadtpräsidentin St. Gallens gewählt. Ihre Amtszeit begann am 1. Januar 2021.
| Amtsperiode | Name                   |
| ----------- | ---------------------- |
| 1803–1814   | Caspar Steinlin        |
| 1814–1816   | Johann Jakob Mayer     |
| 1816–1831 * | Hans Joachim Steinmann |
| 1816–1829 * | Hermann von Fels       |
| 1829–1830 * | Bernhard Wild          |
| 1830–1831*  | Carl August Gonzenbach |

| Amtsperiode | Name                     |
| ----------- | ------------------------ |
| 1831–1835   | Carl August Gonzenbach   |
| 1835–1839   | Christian Friedrich Fels |
| 1839–1860   | Albert Kunkler           |
| 1860–1861   | Gustav Adolf Saxer       |
| 1862–1867   | Johann Jakob Züblin      |
| 1867–1873   | Albert Bärlocher         |
| 1873–1881   | Eduard Steiger           |
| 1881–1901   | Jakob Müller             |
| 1902–1918   | Eduard Scherrer          |

| Amtsperiode | Name             | Partei |
| ----------- | ---------------- | ------ |
| 1918–1930   | Eduard Scherrer  | FDP    |
| 1931–1948   | Konrad Naegeli   | FDP    |
| 1948–1967   | Emil Anderegg    | FDP    |
| 1968–1980   | Alfred Hummler   | FDP    |
| 1981–2004   | Heinz Christen   | SP     |
| 2005–2006   | Franz Hagmann    | CVP    |
| 2007–2020   | Thomas Scheitlin | FDP    |
| 2021–       | Maria Pappa      | SP     |

### Nationale Wahlen
Bei den Schweizer Parlamentswahlen 2019 betrugen die Wähleranteile in der Stadt St. Gallen: SP 24,4 %, Grüne 17,4 %, SVP 16,5 %, FDP 14,3 %, CVP 12,6 %, glp 10,9 %, EVP 1,7 %.

### Verwaltung
Die Stadtverwaltung ist auf mehrere Gebäude in der Stadt verteilt. Das markanteste ist das mit einer Glasfassade eingekleidete Hochhaus im Ostflügel des Bahnhofs St. Gallen. Es wurde in den Jahren 2006/2007 für 48 Millionen Franken umfassend renoviert und umgebaut.

### Partnerschaften
Die Stadt führt keine explizit bekannten Städtepartnerschaften, ist jedoch als Kantonshauptstadt über die verschiedenen internationalen Partnerschaften des Kantons mit verschiedenen Regionen in Ost- und Mitteleuropa sowie in Norditalien und deren Städten verbunden.

### E-Government
Die Stadtverwaltung ermöglicht es den Einwohnern, mittels Online-Formularen Behördendienste von zuhause aus zu erledigen. Die Formulare werden direkt online ausgefüllt und an die zuständige Behörde übermittelt. Zu den Formularen gehören unter anderem Gesuche für Rammarbeiten des Amtes für Baubewilligungen oder auch Mutationsmeldungen durch den Vermieter, welche direkt an das Einwohneramt übermittelt werden. Die zugrunde liegende Formularlösung AFORMSOLUTION wurde vom österreichischen IT-Unternehmen aforms hergestellt.

## Wappen
| Wappen der Stadt St. Gallen | Blasonierung: «Aufrecht schreitender Bär auf silbernem Schild, die Vorderpranken nach heraldisch rechts erhoben, mit goldenem Halsband, goldener Bewehrung (Klaue, Zähne, Ohrmuscheln, Augenbrauen), mit roter Zunge und rotem Geschlechtszeichen.» |
| Wappen der Stadt St. Gallen | Wappenbegründung: Das Wappen der Stadt St. Gallen erinnert an die Legende von Gallus und dem Bären. Es zeigt einen aufrecht stehenden, männlichen Bären mit einem goldenen Halsband. Kaiser Friedrich III. hatte im Jahre 1475 der Stadt das Privileg zugesprochen, ihrem Bären ein goldenes Halsband umzuhängen, als Dank für die Unterstützung in den Burgunderkriegen. Deutlich sind die Klauen, die Zähne und das Geschlechtskennzeichen zu sehen. |

## Wirtschaft und Infrastruktur

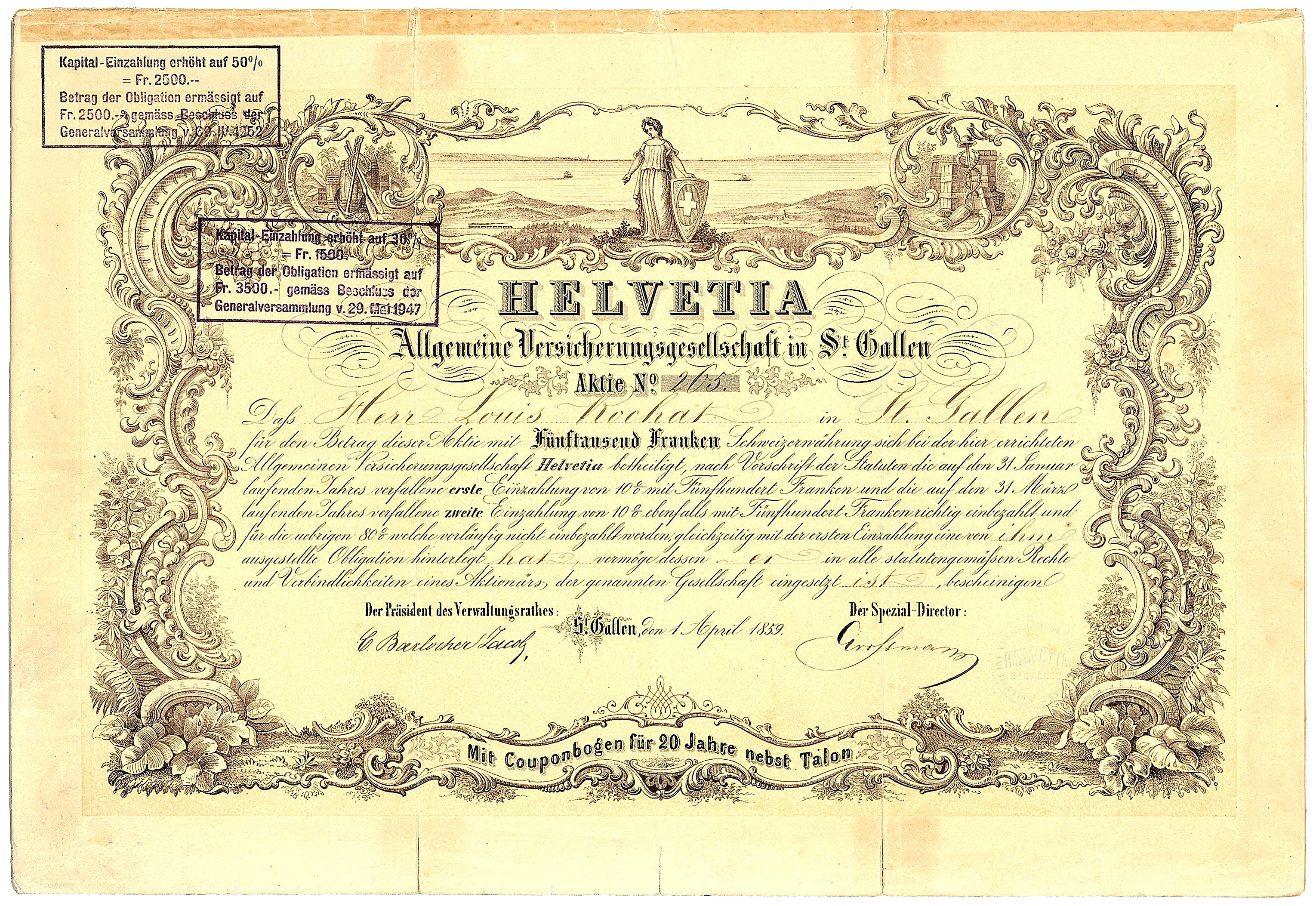
Gründer-Namensaktie der Helvetia Allgemeine Versicherungsgesellschaft in St. Gallen über 5000 Franken, ausgegeben am 1. April 1859

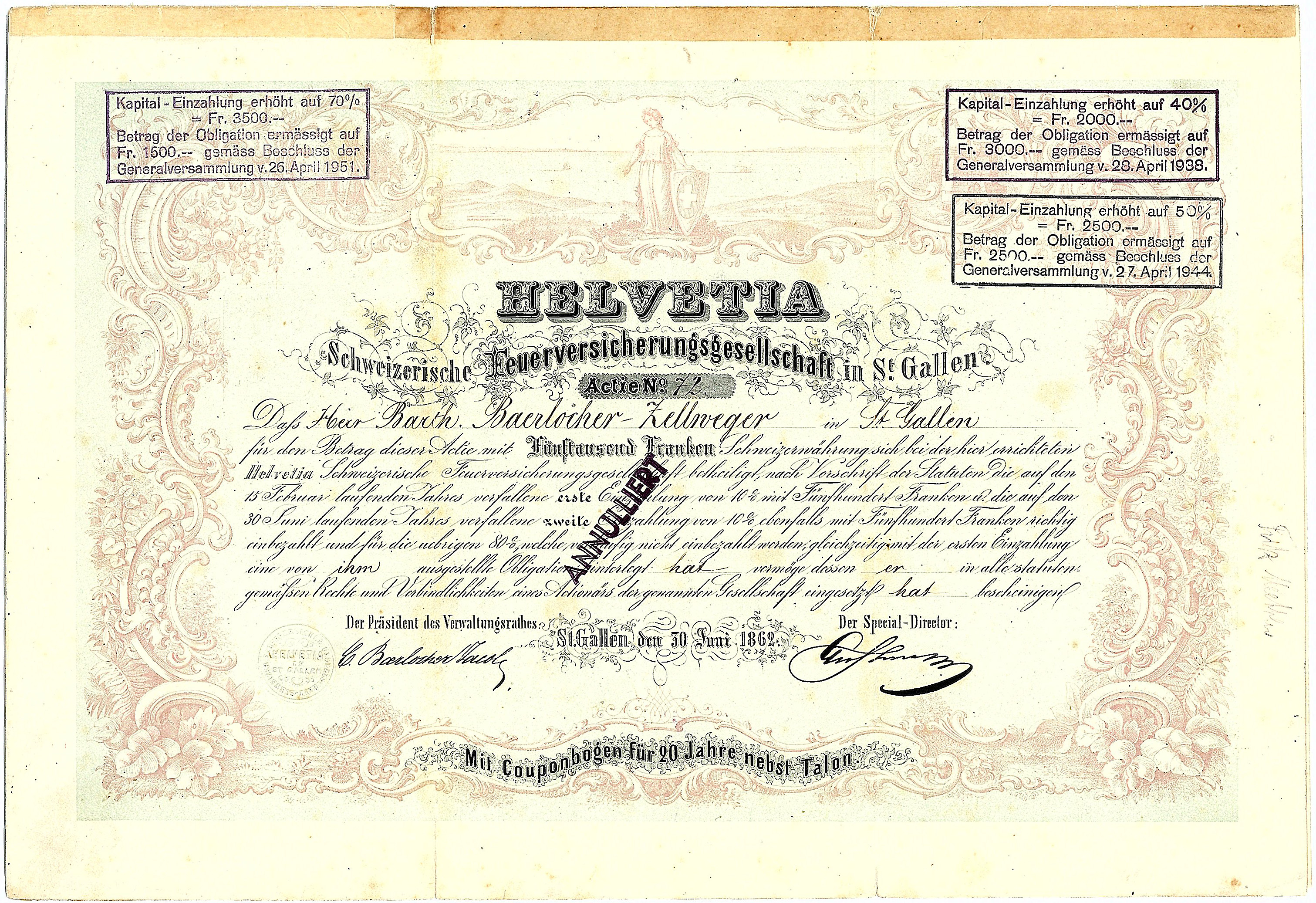
Namensaktie der HELVETIA Schweizerische Feuerversicherungsgesellschaft in St. Gallen über 5.000 Franken, ausgegeben am 30. Juni 1862

St. Gallen gilt als wirtschaftliches Zentrum der Ostschweiz. Einige Versicherungen, darunter die Helvetia Versicherungen oder die Sozialversicherungsanstalt St. Gallen, und von den national verbreiteten Banken die Raiffeisen Schweiz und die frühere Notenstein Privatbank haben hier ihren Sitz, dazu Regionalbanken wie die St.Galler Kantonalbank, die Acrevis Bank sowie die frühere Vadian Bank. Diese Unternehmen rekrutieren als Mitarbeitende oft Abgänger der Universität St. Gallen, die als eine der führenden Wirtschaftshochschulen Europas gilt und viele ausländische Studenten und Dozierende anzieht.
2008 waren auf dem Stadtgebiet 4'789 Firmen gemeldet, die 53'729 Vollzeitstellenäquivalente beschäftigten. Fast die Hälfte der Stellen entfiel dabei auf Mittel- und Grossbetriebe mit mehr als 50 Mitarbeitenden. Über 85 % der Betriebe in der Stadt sind im Dienstleistungssektor tätig – hauptsächlich im Handels- und Informatikbereich.
Die Textilindustrie mit der St. Galler Stickerei ist der historisch bedeutendste Industriezweig. Die St. Galler Stickerei hat zwar seit dem Ersten Weltkrieg an Bedeutung eingebüsst, produziert aber immer noch ein wichtiges Exportprodukt.
Auch der Tourismus ist ein wichtiger Wirtschaftszweig in der Gallusstadt. 2011 verbuchten die St. Galler Hotels 169'920 Logiernächte. 86'070 Gäste kamen aus der Schweiz und 83'850 aus dem Ausland.
In der Stadt St. Gallen gibt es insgesamt 1'209 Hektar landwirtschaftliche Nutzfläche, was fast ein Drittel der Fläche der Stadt ausmacht. Die Ökologisierung der Landwirtschaft hat einen hohen Stellenwert.
Verglichen mit anderen Schweizer Städten sind die Mieten in St. Gallen verhältnismässig günstig. Eine 5-Zimmer-Wohnung konnte im Jahr 2000 für durchschnittlich 1'269 Franken im Monat gemietet werden, während dafür in Zürich 700 Franken mehr ausgegeben werden mussten. Dafür sind die Löhne in St. Gallen tendenziell tiefer und der Steuerfuss höher als z. B. in Zürich. St. Galler Unternehmen sind vorwiegend im Dienstleistungssektor tätig. Hochqualifizierte technisch ausgebildete Personen haben deshalb nur ein begrenztes Arbeitsplatzangebot in St. Gallen. Diese arbeiten mehrheitlich im Raum Zürich.
Die grosse Zentrumsfunktion mit ihren teilweise negativen sozialen und finanziellen Auswirkungen sowie die hohe Steuer- und Verkehrsbelastung haben dazu geführt, dass viele «gute» Steuerzahler aus der Stadt in die grünen und steuergünstigen Agglomerationsgemeinden gezogen sind. Die bevorzugten Destinationen der Wegzügler liegen nahe genug an der Stadt, um vom Zentrumsangebot (Kinos, Theater, Musik; aber auch Arbeit) trotzdem profitieren zu können. Der Teufelskreis konnte teilweise dadurch gebrochen werden, dass mit den umliegenden Gemeinden und dem Kanton Ausgleichszahlungen für die Zentrumsleistungen vereinbart wurden (Finanzausgleich), die jedoch nur rund die Hälfte der Zentrumslasten decken.

### Öffentlicher Verkehr

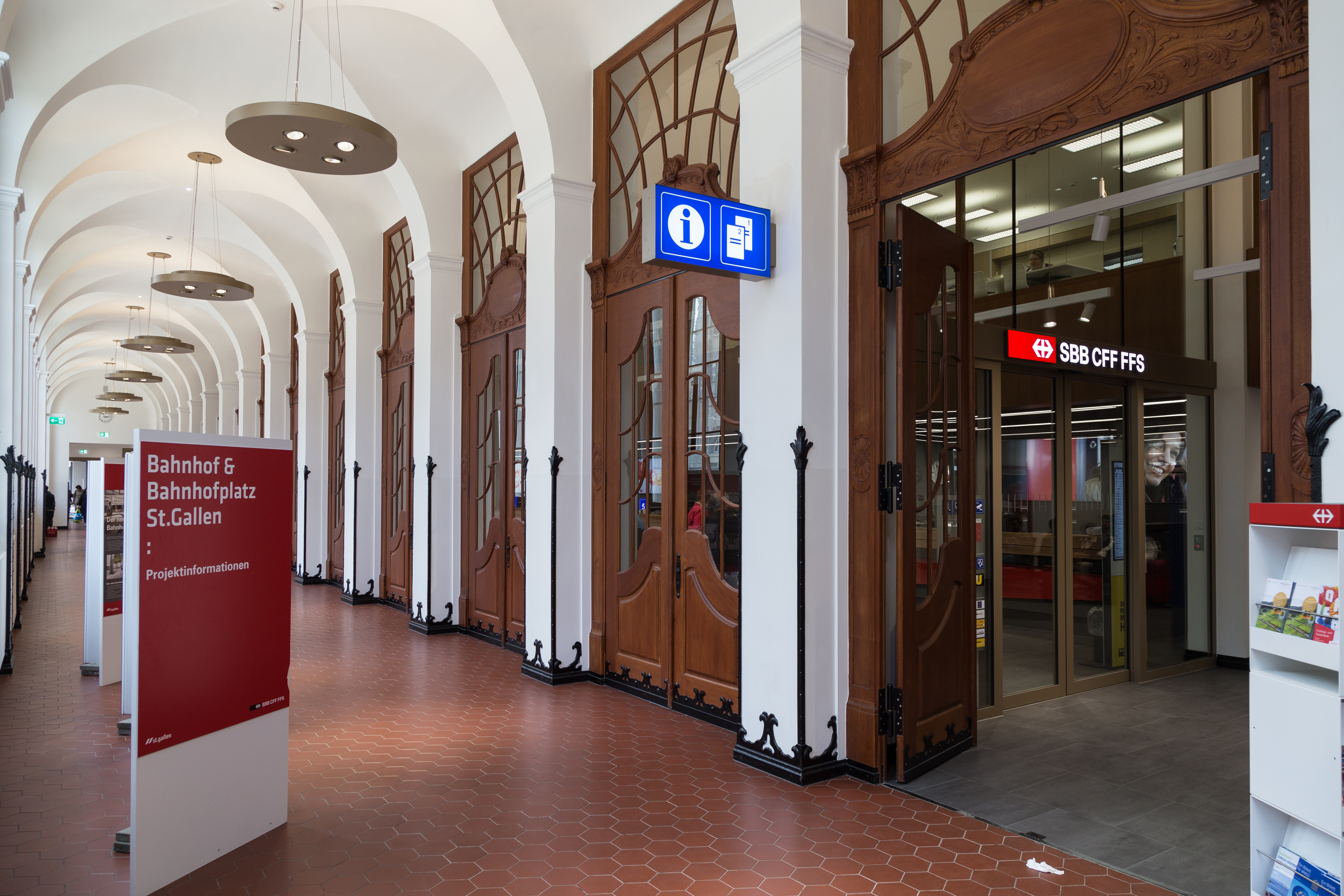
Reisezentrum im Hauptbahnhof

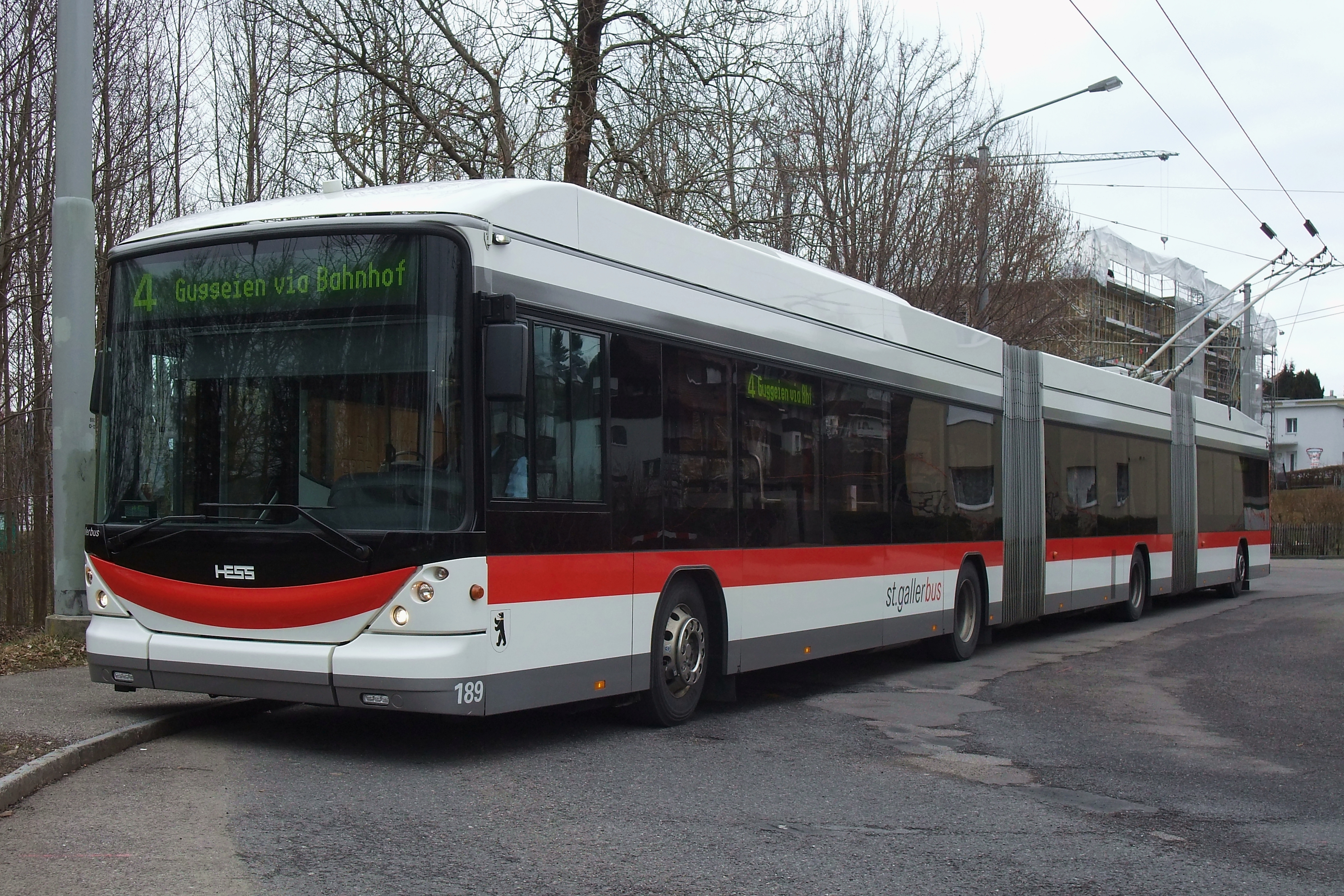
Trolley-Bus St. Gallen

Die Stadt St. Gallen wurde am 25. März 1856 mit der Eröffnung der Strecke St. Gallen Winkeln – St. Gallen der St.-Gallisch-Appenzellischen Eisenbahn erstmals an das Bahnnetz angeschlossen. Bereits ein halbes Jahr später folgte die Fortsetzung nach Rorschach. Die offene Bahnstrecke nach St. Gallen St. Fiden wurde 1912 durch den Rosenbergtunnel ersetzt. Die rasche Erschliessung der Stadt mit der Bodensee-Toggenburg-Bahn und der Rickenbahn 1910 sowie der kathedralenhafte Bahnhof St. Gallen, von Alexander von Senger 1913 realisiert, zeugen vom Fortschrittsglauben dieser Zeit. Die direkte Bahnverbindung nach Paris, die während der Blütezeit des Textilgewerbes bestanden haben soll und von der in St. Gallen gerne erzählt wird, ist allerdings eine historisch nicht belegbare Legende. Sie mag darauf zurückzuführen sein, dass der Orient-Express zwischen Paris und Istanbul bisweilen über St. Gallen umgeleitet wurde.
Der St. Galler Bahnhof verbindet die Ostschweiz mit den umliegenden Regionen. So verfügt St. Gallen über einen Fernverkehr von St. Gallen über Zürich bis nach Genf. Auch das Rheintal sowie das Bündnerland werden mit der Bahnstrecke St. Gallen–Chur erschlossen. St. Gallen ist das Ostschweizer-Zentrum der S-Bahn St. Gallen. Neben dem Bahnhof St. Gallen verfügt St. Gallen über drei weitere Bahnhöfe der Schweizerischen Bundesbahnen, St. Gallen St. Fiden, St. Gallen Bruggen und St. Gallen Winkeln, sowie den Bahnhof St. Gallen Haggen der Südostbahn, ehemals BT. Daneben verbinden die Appenzeller Bahnen St. Gallen mit Speicher und Trogen sowie Gais und Appenzell.
In der Stadt verkehrt der Trolleybus St. Gallen, der – wie die ergänzenden Autobus-Linien – durch die Verkehrsbetriebe der Stadt St. Gallen (VBSG) betrieben wird. Die Mühleggbahn verbindet die Stadt mit dem Stadtteil St. Georgen. Bis 1957 verfügte St. Gallen zudem über eine Trambahn, die Strassenbahn St. Gallen.
Der Flughafen Zürich ist mit Zug oder Auto in einer Stunde zu erreichen. Der Regionalflughafen Flugplatz St. Gallen-Altenrhein bei Rorschach ist innert 20 Minuten mit dem Auto erreichbar und halbstündlich in 31 Minuten mit dem öffentlichen Verkehr. Er bietet vor allem Flüge nach Wien und im Sommer nach Spanien, Italien, Kroatien, Griechenland und Frankreich an.

### Individualverkehr
Unterhalb der Stadt verlaufen der Rosenberg- und der Stephanshorn-Autobahntunnel, die seit der Eröffnung 1987 die Stadt vom Durchgangsverkehr entlasten. Das Zentrum ist über vier Ausfahrten der Stadtautobahn St. Gallen, einem Teilstück der Autobahn A1, zu erreichen. Die Nationalstrasse 25 verbindet St. Gallen mit Herisau und Appenzell.
In St. Gallen gibt es eine Velostrasse, welche als Pilotprojekt vom Bundesamt für Strassen errichtet wurde. Bis Anfang 2018 wurden auf 113 Kilometern Tempo-30-Zonen eingerichtet. 1994 wurde die erste Tempo-30-Zone eingeführt. 2019 hat das Bundesgericht nach einem jahrelangen Rechtsstreit entschieden, dass auf einem Strassenabschnitt in St. Georgen die Geschwindigkeit probeweise für ein Jahr auf Tempo 30 reduziert werden darf.

### Versorgungsinfrastruktur

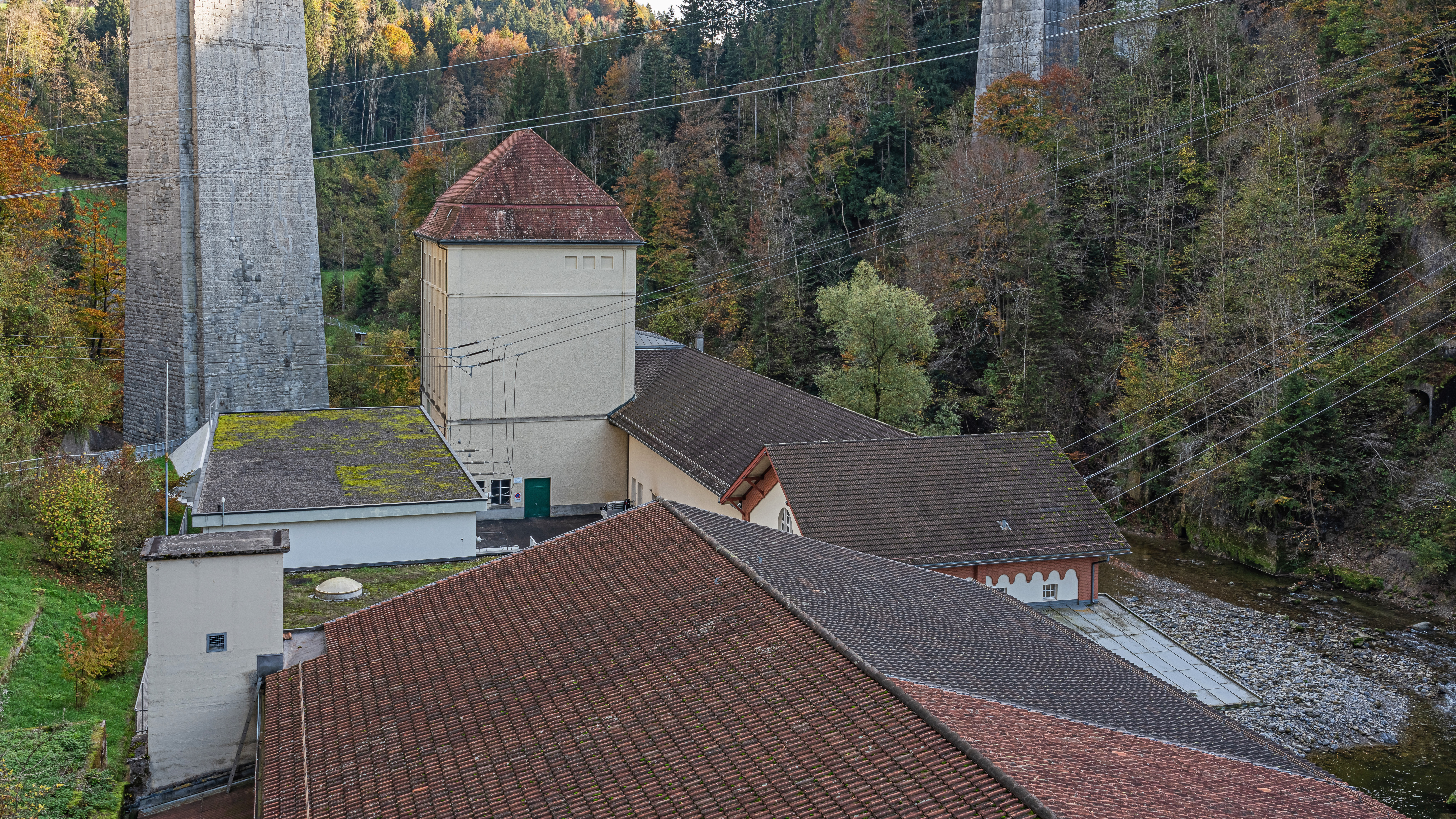
Das Wasserkraftwerk Kubel an der Sitter

Die Strom-, Wasser- und Erdgas- sowie in einem kleineren Rahmen die Fernwärmeversorgung wird von den St.Galler Stadtwerken besorgt. Es gab in den 2010er Jahren Planungen, grosse Teile der Stadt durch ein Geothermie-Heizkraftwerk zu beheizen.
Trinkwasser bezieht die Stadt seit 1895 aus dem Bodensee. 1993 war sie Mitbegründerin der RWSG (Regionale Wasserversorgung St. Gallen AG), welcher Fassung, Aufbereitung, Transport und Verteilung des Trinkwassers für derzeit 12 Gemeinden in der Region obliegt. Dazu betreibt sie die Seewasserwerke Riet und Frasnacht.

### Schulwesen

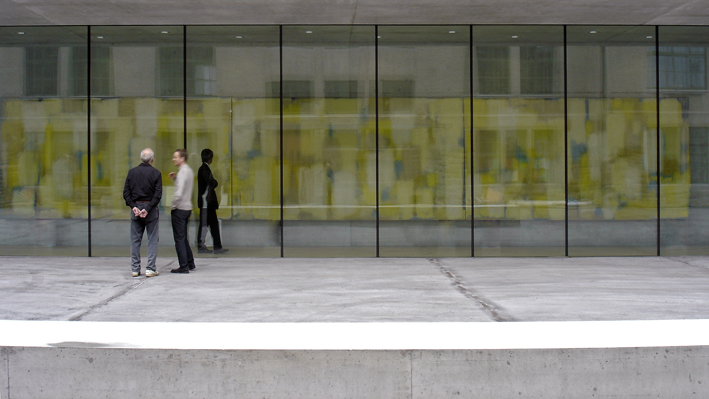
Gemälde von Markus Baldegger in der Realschule Buchental

Das Kloster St. Gallen war, entsprechend seiner Benediktusregel, schon früh eine wichtige Bildungsstätte. Die von Othmar eingeführte Ordensregel verlangte von den Mönchen eine gute Schulbildung und Kenntnisse in Schrift und Latein. Die Klosterschule blieb bis zur Säkularisation des Klosters 1803/1805 bestehen und bildete Novizen, aber auch weltliche Schüler aus. Nach einem kurzen Unterbruch wurde als Nachfolger dieser Klosterschule die Katholische Kantonssekundarschule St. Gallen («Flade») in denselben Räumen eröffnet. Im Laufe des Mittelalters, beeinflusst durch die konfessionelle Trennung der Stadt vom Kloster, war auch in der Stadt eine Schule eröffnet worden (seit dem 16. Jahrhundert im vormaligen Kloster St. Katharina untergebracht).
Grössere Veränderungen im st.-gallischen Schulwesen ergaben sich erst im Laufe des 19. Jahrhunderts, beeinflusst zum einen durch das – als Ergebnis des wirtschaftlichen Aufschwungs im Textilwesen – starke Bevölkerungswachstum, zum anderen durch die Übernahme des Schulwesens durch die neue politische Gemeinde. In kurzer Zeit wurden viele neue Schulhäuser auf städtischem Gebiet und in den damaligen Vorortgemeinden Straubenzell und Tablat errichtet und das Schulwesen grundsätzlich reformiert. Aus konfessionell getrennten Schulen wurde ein modernes überkonfessionelles Schulwesen mit verschiedenen Stufen errichtet. Als Besonderheit blieb aber die katholisch geprägte und vom Katholischen Konfessionsteil (Öffentlich-rechtliche Organisation der katholischen Mitglieder des Bistums St. Gallen) getragene «Flade» erhalten.

### Bildung, Hochschulen und Forschungseinrichtungen
In der Folge der steigenden Anforderungen an die Schüler durch die Wirtschaft, besonders im Kauf- und Bankwesen, das für die Textilindustrie zentral war, wurden
- 1856 die Kantonsschule am Burggraben (zunächst als so genannte Industrieschule) gegründet und
- 1898 die Universität St. Gallen – Hochschule für Wirtschafts-, Rechts- und Sozialwissenschaften (HSG).

Dazu kommen
- die Pädagogische Hochschule St. Gallen (PHSG),
- die Fachhochschule St. Gallen, mit den Fachbereichen Wirtschaft, Soziale Arbeit, Technik und Gesundheit,
- die Schule für Gestaltung St. Gallen, die 1883 gegründet wurde,
- die Diözesane Kirchenmusikschule St. Gallen (dkms), 1955 gegründet, sowie
- seit 1994 die Kantonsschule am Brühl.

## Kultur und Sehenswürdigkeiten

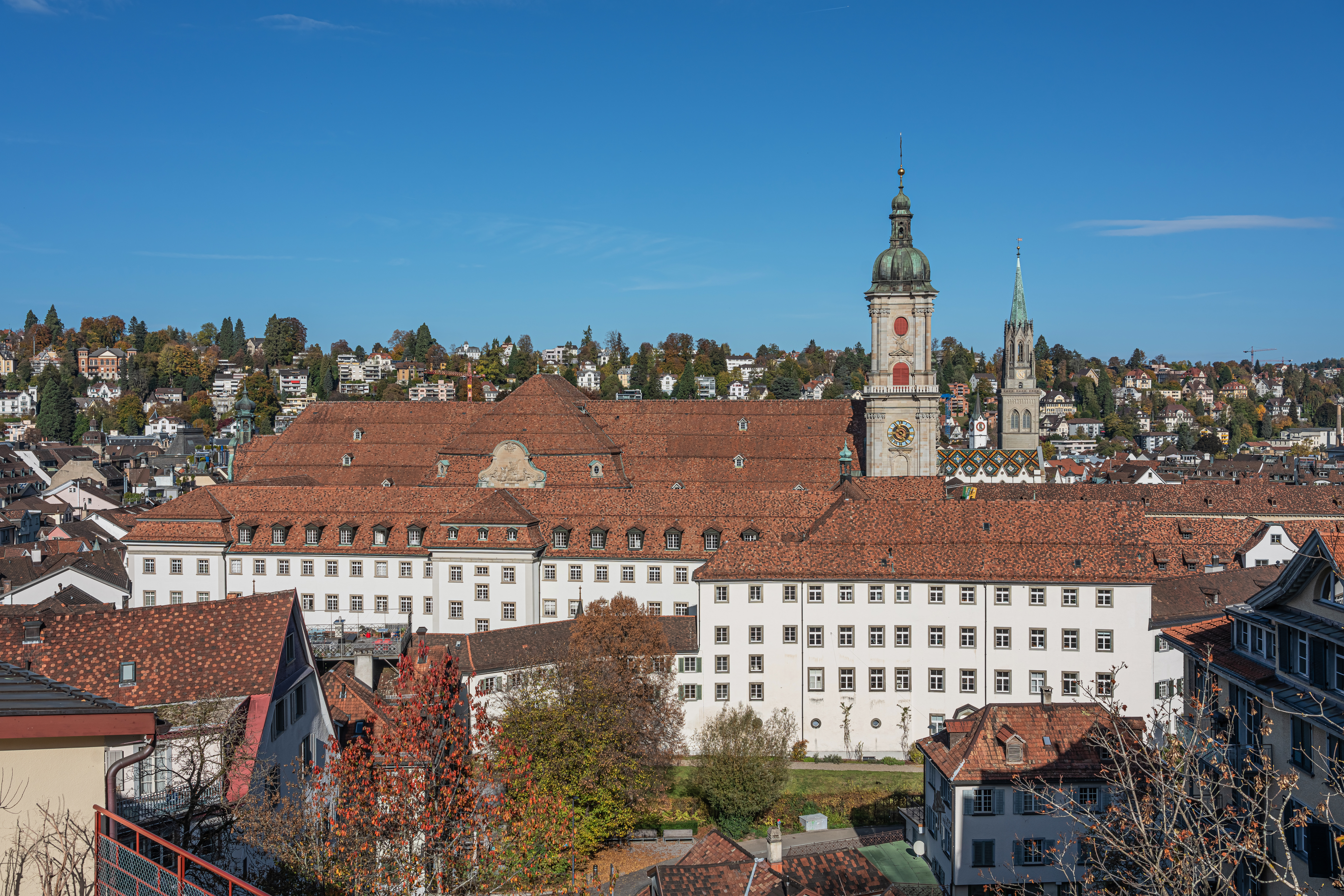
Blick auf das Ensemble der Fürstabtei St. Gallen

Die meisten Touristen kommen nach St. Gallen, um die barocke Stiftskirche aus dem 18. Jahrhundert zu sehen. Dazu gehört ein Besuch der Stiftsbibliothek mit ihren alten Handschriften. Als besonderer Publikumsmagnet gilt – obwohl eigentlich gar nicht zum Umfeld passend – Schepenese, eine ägyptische Mumie.
In der Altstadt fallen die kunstvoll verzierten Erker auf, die von den Reisen der St. Galler Textilkaufleute des 18. und 19. Jahrhunderts in alle Welt zeugen. Sie erinnern an die Bedeutung St. Gallens im Leinwand- und Stickereigewerbe. Südlich des Klosters fährt die Mühleggbahn durch die Mülenenschlucht ins Naherholungsgebiet «Drei Weieren». Von dort hat man bei schönem Wetter einen Blick über die ganze Stadt, bis zum Bodensee und hinüber ans deutsche Ufer. Die Weiher fungieren als öffentliche Schwimmbäder.
Wenige Gehminuten östlich des Stadtzentrums findet sich in und um den Stadtpark das heutige kulturelle Zentrum der Stadt. Im Theater St. Gallen werden Stücke der Gegenwart und der Vergangenheit aufgeführt. Gleich daneben findet sich die Tonhalle, in der die Konzerte des Sinfonieorchesters St. Gallen und zahlreiche Gastkonzerte stattfinden. In unmittelbarer Nähe sind drei Museen angesiedelt: das Historische und Völkerkundemuseum mit Ausstellungen zu Kunst und Kultur von Stadt und Region, das Kunstmuseum sowie das Naturmuseum, in dem die Naturwissenschaften erklärt werden – vom Dinosaurierfossil bis zum Laser.
St. Gallen mit seinen nahezu 80'000 Einwohnern hat ein grosses Kulturangebot. Monatliche Informationen gibt es u. a. im Kulturmagazin Saiten.

### Kirchen

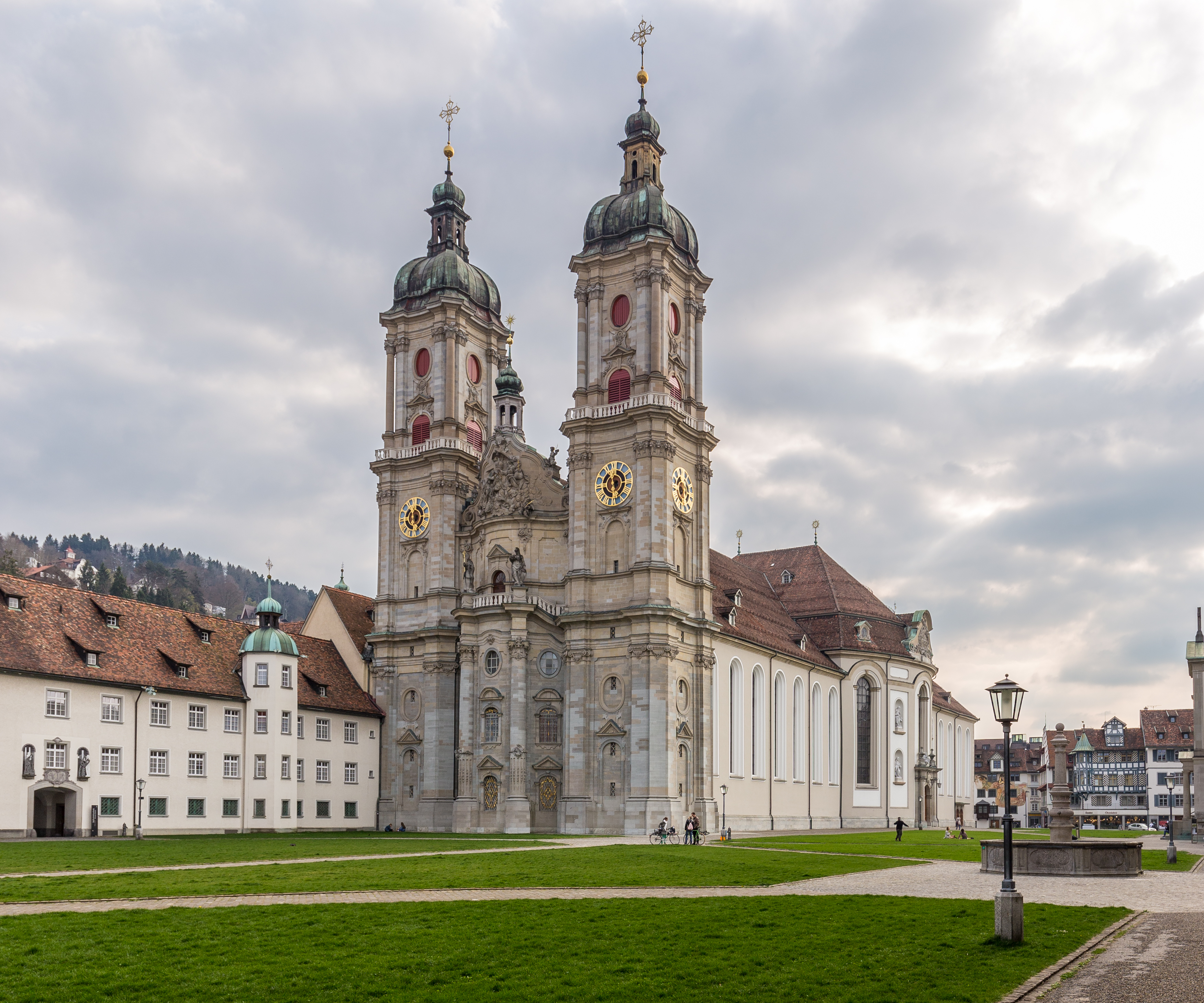
Stiftskirche St. Gallen

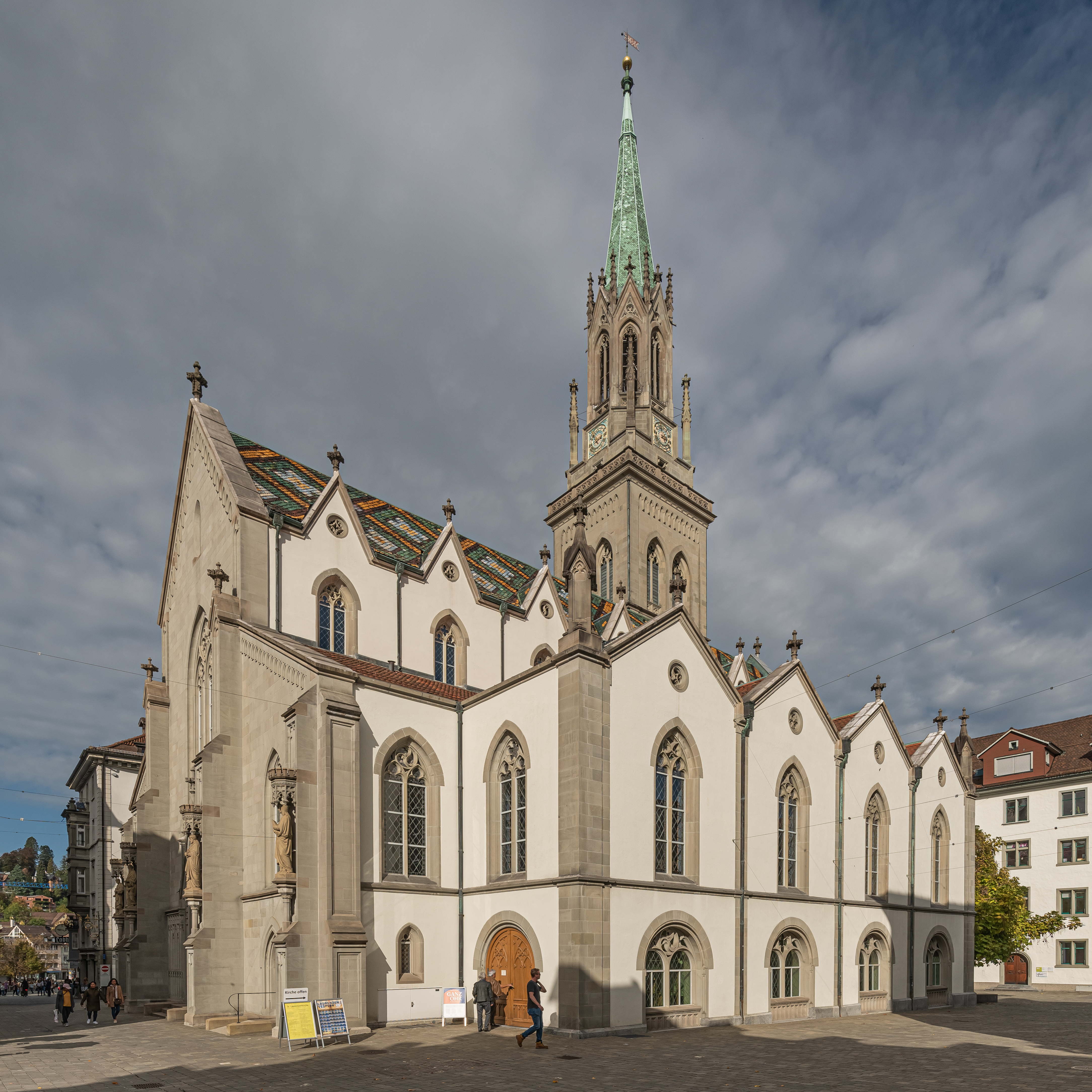
… in der keine hundert Meter entfernten St.-Laurenzen-Kirche wurde während Jahrhunderten die Politik von Fürstabtei und Stadt St. Gallen bestimmt.

- Im Stiftsbezirk befindet sich die Stiftskirche St. Gallus und Othmar, heute auch Kathedrale des Bistums St. Gallen. Sie gilt als Wahrzeichen der Stadt.
- Die reformierte Kirche St. Laurenzen in der Innenstadt wurde 1851 neugotisch umgebaut, im Kern stammt dieses Bauwerk von 1413 bis 1422.
- In der Irervorstadt befinden sich zwei weitere reformierte Kirchen, die Pfarrkirche St. Mangen mit romanischem Kern und die Kirche St. Katharina des ehemaligen Dominikanerinnenklosters.
- In der nordöstlichen Vorstadt steht die katholische Kirche St. Fiden, welche von Johann Ferdinand Beer 1777 im Barockstil errichtet wurde.
- Am westlichen Ende des Bahnhofareals steht die Kirche St. Leonhard. Früher evangelische Kirche der westlichen Vororte, dann Kulturzentrum; Ende 2007 durch einen Dachstockbrand schwer beschädigt.
- Die reformierte Kirche in Heiligkreuz, neubarocker Bau mit Jugendstileinflüssen, erbaut von den Architekten Curjel & Moser (Karlsruhe/St. Gallen).
- Katholische Dreifaltigkeits-Kirche Heiligkreuz, erbaut 1950 in der Typologie der frühchristlichen Basilika, Architekten: Johannes Scheier, Willi Schregenberger, Oskar Müller.
- Reformierte Kirche Linsebühl, ein Neurenaissancebau aus dem Jahr 1897.
- Katholische Kirche St. Otmar, erbaut 1908 im Stil der Neugotik, Architekt: August Hardegger
- Katholische Kirche St. Martin im Stadtteil Bruggen; die 1936 erbaute Betonkirche war für die damalige Zeit hochmodern.
- Reformierte Kirche Bruggen, erbaut 1903 im Jugendstil, Architekten: Curjel & Moser, Karlsruhe/St. Gallen
- Die römisch-katholische Kirche Winkeln, erbaut 1958/59 von den einheimischen Architekten Ernest Brantschen und Alfons Weisser.
- Die Neuapostolische Kirche in der Brauerstrasse 20

### Theater
- Im Theater St. Gallen werden Opern, Operetten, Ballett, Musicals und Schauspiele aufgeführt.
- Das Figurentheater St. Gallen zeigt Stücke für Kinder und Erwachsene.
- Die Kellerbühne – das Kleinkunst-Theater in St. Gallen.
- Das Theater 111 – Kleinkunst-Theater und Bühne für freie Kulturschaffende in St. Gallen.[59]

### Museen
Im Stiftsbezirk
- Stiftsbibliothek, Bibliothek des Klosters St. Gallen; über 900 Handschriften, darunter der berühmte St. Galler Klosterplan von Abt Gozbert aus dem 9. Jahrhundert.
- Lapidarium der Stiftskirche (Bausteine des 8. bis 17. Jahrhunderts)

Im Museumsviertel
- Kulturmuseum St. Gallen (bis Ende 2022 Historisches und Völkerkundemuseum; Sammlungen zur regionalen Frühgeschichte, Stadtgeschichte, Volkskunst, Kulturgeschichte sowie völkerkundliche Sammlungen aus aller Welt): Neoklassizistischer Walmdachbau mit breit gelagertem westlichem Eingangstrakt und Freitreppe. 1914–1921 von Völki & Bridler, Winterthur, sowie Carl Adolf Lang für die Ortsbürgergemeinde St. Gallen errichtet.
- Kunstmuseum St. Gallen (Malerei und Skulpturen des 19. und 20. Jahrhunderts): Der spätere Maler Emil Nolde arbeitete von 1892 bis 1898 als Zeichnungslehrer an der Gewerbeschule für die St. Galler Stickerei.

Museen in anderen Stadtteilen
- Kunst Halle Sankt Gallen (nationale und internationale moderne Kunst)
- Textilmuseum St. Gallen (historische Spitzen, Stickereien und Gewebe, Textilkunst)
- Projektraum exex (zeitgenössische Kunst)
- Open art museum (Naive Kunst und Art brut vorwiegend aus der Schweiz)
- Naturmuseum (naturkundliche Sammlung, seit Nov. 2016 im Stadtteil Neudorf)
- Point Jaune museum (Mail Art, Postpostismus)

### Musik
- Das Sinfonieorchester St. Gallen gibt neben dem Dienst im Theater St. Gallen zahlreiche sinfonische Konzerte in der Tonhalle. Seit 2018 ist Modestas Pitrenas Chefdirigent.
- Die St. Galler DomMusik führt die Internationalen Domorgelkonzerte und diverse weitere Orchester- und Chorkonzerte durch. Der Kirchenmusiker Martin Vogt war von 1823 bis 1837 Domorganist und Musiklehrer am katholischen Gymnasium.
- Verschiedene Blasmusikvereine geben regelmässig Konzerte in der Tonhalle. Darunter ist mit der Knabenmusik der Stadt St. Gallen eine der grössten Blasmusikformationen der Schweiz. Ein weiteres Blasorchester aus der Stadt ist die Otmarmusik St. Gallen.
- Das Palace, ein alternatives Konzertlokal im ehemaligen gleichnamigen Kino mit Musik-, Kunst- und Politikveranstaltungen.[60]
- Die Grabenhalle ist Schauplatz vieler Rock/Indie/Alternative/Reggae-Konzerte. Sie liegt am gleichen Platz wie das Palace.[61]
- Bekannte Musiker, die im St.-Galler-Dialekt singen, sind Manuel Stahlberger und Piggnigg.
- J. S. Bach-Stiftung

### Bauwerke

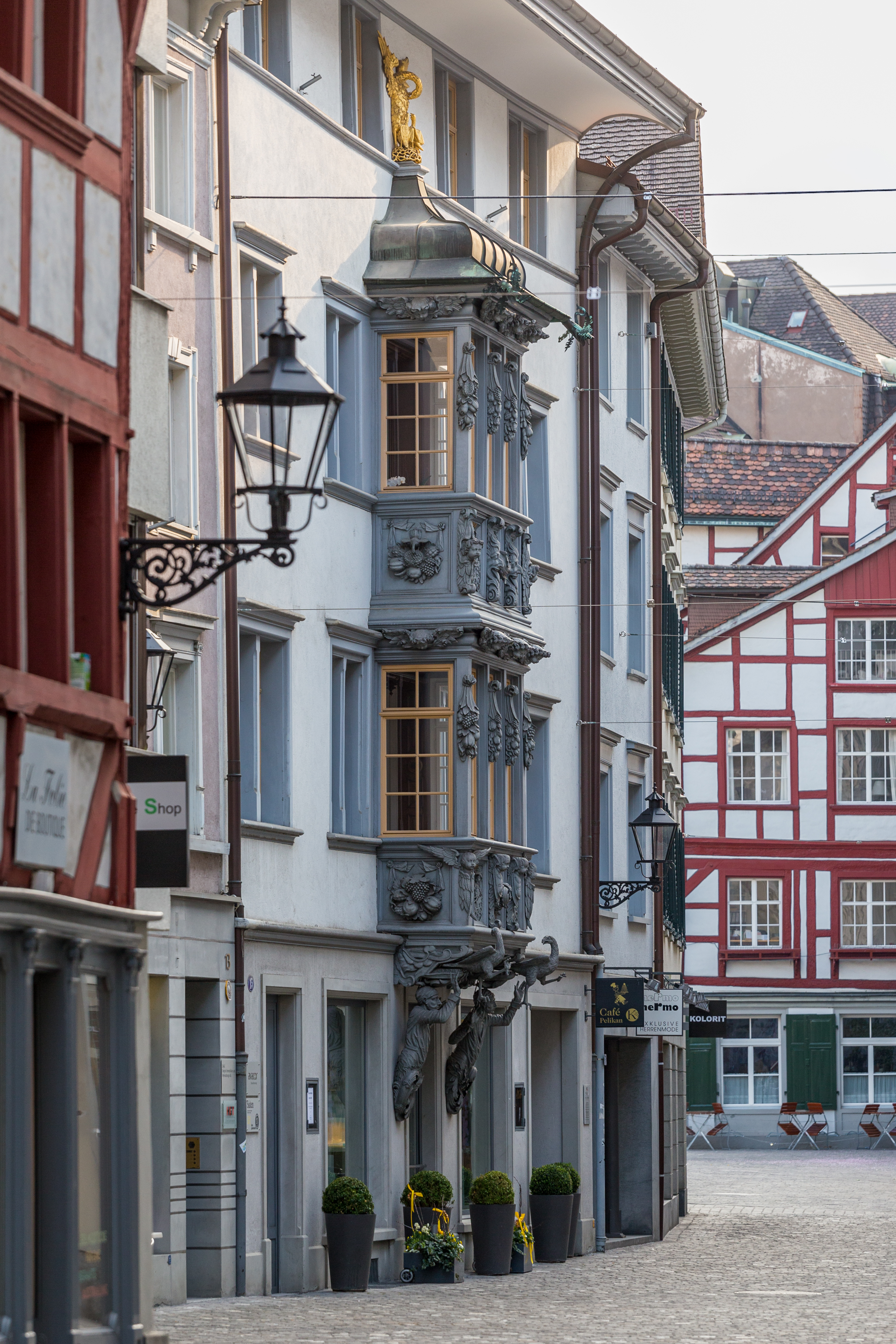
Café / Haus zum Pelikan

- Stiftsbezirk mit Stiftsbibliothek und Stiftskirche (UNESCO-Weltkulturerbe)
- Altstadt mit über hundert Erkern, z. T. mehrstöckig, bemalt oder aus Holz geschnitzt (Prachtserker)
- Drei Weieren (künstliche Weiher aus der Hochblüte der Textilindustrie mit Jugendstil-Badehäusern; Anfahrt mit der Mühleggbahn von 1893)
- Haus zur Hechel, Riegelbau des 17. Jahrhunderts
- Bank Wegelin (Haus Notenstein), bis zur Einstellung des Betriebs 2013 älteste Bank der Schweiz, gegründet 1741.
- Tröckneturm Schönenwegen; der Turm wurde 1828 erbaut und in seinem Inneren wurden frisch gefärbte Stoffbahnen zum Trocknen aufgehängt.
- Stickereibörse, Gebäude mit Figur des Handelsgottes Hermes auf dem Dach.
- Volksbad St. Gallen, das zweitälteste Hallenbad der Schweiz aus dem Jahre 1906. Neu und einzigartig zur damaligen Zeit war die gewölbte Betondecke über dem Schwimmbecken nach dem System des französischen Bauingenieurs François Hennebique.
- Karlstor, das einzige verbleibende Tor der mittelalterlichen Stadtbefestigung. Mit einem Relief verziert.
- Sporthalle der gewerblichen Berufsschule. Der 50 × 26 m grosse Stahlbau wurde 2006 mit begrüntem Dach errichtet. Am 24. Februar 2009 stürzte das Dach unter extrem grosser Schneelast ein.
- Notrufzentrale und Buswartehalle des spanischen Architekten Santiago Calatrava.
- Der Wiboradabrunnen entstand 1926.
- 1992 erhielt die Stadt St. Gallen den Wakkerpreis.

### Parks und Plätze
- Wildpark Peter und Paul, Zoo-ähnlicher Wildpark mit grossen Gehegen für einheimische Tiere wie Steinbock oder Murmeltier.
- Stadtpark beim Theater, Naherholungsgebiet im Stadtzentrum; mit grosser denkmalgeschützter Vogel-Volière, die noch bis Ende 2025[62] seltene Vögel und Enten beherbergt.
- Im Osten der Stadt befindet sich im Stadtteil Neudorf der botanische Garten.
- Kantonsschulpark, Parkanlage bei der Kantonsschule am Burggraben, zeitweise etwas in Verruf geraten als Drogenumschlagplatz.
- Kreuzbleichepark, Sportplatz
- Stadtlounge, mit einer roten Kunststoffschicht überzogener Platz zwischen den Gebäuden der Raiffeisen Bank (seit Frühjahr 2005), entworfen und gestaltet von Pipilotti Rist und dem Architekten Carlos Martinez (Rorschach)

### Regelmässige Veranstaltungen

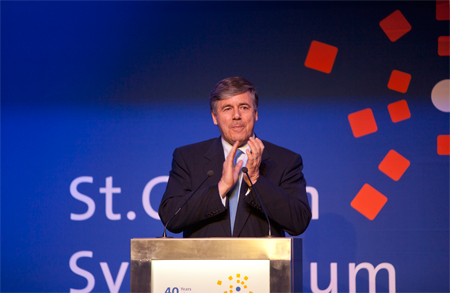
Josef Ackermann, ehemaliger Vorstandsvorsitzender der Deutschen Bank, am St. Gallen Symposium (2010)

- OLMA, die traditionelle Schweizer Messe für Landwirtschaft und Ernährung im Herbst sowie zahlreiche weitere Veranstaltungen der Olma Messen St. Gallen
- OpenAir St. Gallen im Sittertobel
- Die vom Theater St. Gallen ausgerichteten St. Galler Festspiele bestehen aus einer Freilicht-Opernproduktion und einem Rahmenprogramm mit Konzerten und Tanzdarbietungen
- St. Galler Kinderfest, ursprünglich ein Präsentationsumzug der Textilindustrie, heute ein Zusammenkommen vieler St. Galler mit einem Umzug und Darbietungen von Kindern aus verschiedenen Schulhäusern. Es findet alle drei Jahre statt.

- Das St. Gallen Symposium findet jedes Jahr im Mai an der Universität St. Gallen statt und zählt zu den führenden Wirtschaftskonferenzen Europas. Besondere Zielsetzung ist dabei der Dialog zwischen den Generationen.
- New Orleans Jazz Festival, St. Galler Fest und Gassenfest sind alljährliche Veranstaltungen, die in den Gassen der Altstadt stattfinden.
- Römpel-Feuer: In der Nacht vor Silvester gehen in der ehemaligen Gemeinde Straubenzell (heute St. Gallen West) die maskierten Römpler um. Mit Lärm und dem «Römpel», einer Puppe, die Schrecken einflössen soll, versuchen sie aufs neue Jahr alles Böse, personifiziert in der Sagengestalt des schwarzen Rappensteiners, zu verscheuchen. Das Römperfeuer, der Höhepunkt des Brauches, findet jeweils am Abend des 30. Dezember hinter der St.-Martins-Kirche Bruggen statt.
- Wortlaut: Seit 2008 finden in St. Gallen Literaturtage statt. Bis 2011 noch unter dem Titel «St.Galler Literaturfest Wortlaut» entwickelte sich der Anlass 2012 zu einer drei Tage dauernden Literaturveranstaltung mit dem Namen «St.Galler Literaturtage Wortlaut» und damit zu einem grenzüberschreitenden, regional gewichtigen und beliebten Anlass.[63][64]
- Pantalla Latina: Seit 2009 findet jeweils im November im Kino Corso ein lateinamerikanisches Filmfestival statt.
- Der St. Galler Altstadtlauf fand von 1984 bis 2008 insgesamt 25-mal jeweils Ende September statt. In 35 Kategorien, von 330 Metern (für Dreijährige) bis zu 8810 Metern (Hauptklasse) wurde der schnellste St. Galler Läufer ermittelt. Nach dem Jubiläumslauf 2008 musste der Altstadtlauf eingestellt werden, da sich nicht genügend Sponsoren fanden.[65] 2013 wurde mit dem Auffahrtslauf ein neuer Laufevent für die Stadt St. Gallen geschaffen, welcher von nun an jedes Jahr stattfinden soll.[66]
- Die bedeutendste Reitsportveranstaltung der Schweiz, die CSIO Schweiz, findet jährlich auf dem Gründenmoos in St. Gallen statt. Dort wird unter anderem der Nationenpreis durchgeführt.

## Sport

### Vereine
Der Fussballclub FC St. Gallen (FCSG), der älteste Fussballclub der Schweiz und Kontinentaleuropas, spielt in der Super League, der höchsten schweizerischen Liga. Der SC Brühl St. Gallen spielt in der 1. Liga Promotion, der dritthöchsten Fussball-Liga. Ebenfalls in St. Gallen ansässig ist der FC Winkeln (2. Liga). Weitere Fussballclubs aus der Gallusstadt sind der im Jahre 1910 gegründete FC Fortuna, der FC Rotmonten und der FC St. Otmar St. Gallen. Die Blue Stars St. Gallen, die in den 1900er-Jahren in der höchsten Liga spielten, wurden aufgelöst.
Handball hat in St. Gallen einen hohen Stellenwert. Der Handballclub TSV St. Otmar St. Gallen spielt in der höchsten Handballliga der Schweiz, der Nationalliga A, mit und ist seit 1964 sieben Mal Schweizer Meister geworden, zuletzt in der Saison 2001. Der BTV St. Gallen wurde in den 1960er Jahren zweimal Schweizer Meister und spielt aktuell in der 3. Liga. Weiter gibt es den LC Brühl. Er ist der Frauenverein und spielt in der Nationalliga A. Mit 26 Meister- und 5 Cuptiteln ist der Verein der erfolgreichste Frauen-Handballverein der Schweiz. Weiter gibt es noch die Vereine HC Bruggen, den HC Stadtbären 05 und den SV Fides.
In St. Gallen gibt es noch weitere Vereine wie den BC St. Gallen (Badminton), St. Galler Badminton Bären, TTC St. Gallen (Tischtennis), STV St. Gallen Volley (Volleyball), St. Gallen Vipers (American Football), UHC Waldkirch-St. Gallen (Unihockey), RFC The Bishops St. Gallen Rugby, CC St. Galler Bär (Curling), HC Eisbären St. Gallen (Eishockey), BBC Uni St. Gallen (Basketball), TV St. Georgen (Geräteturnen und Leichtathletik), Schweizerischer Alpenclub SAC, Sektion St. Gallen (Bergsteigen, Klettern. Mit über 2500 Mitgliedern einer der grössten Vereine) und noch einige mehr, wie der LC Brühl Leichtathletik.

### Sportstätten

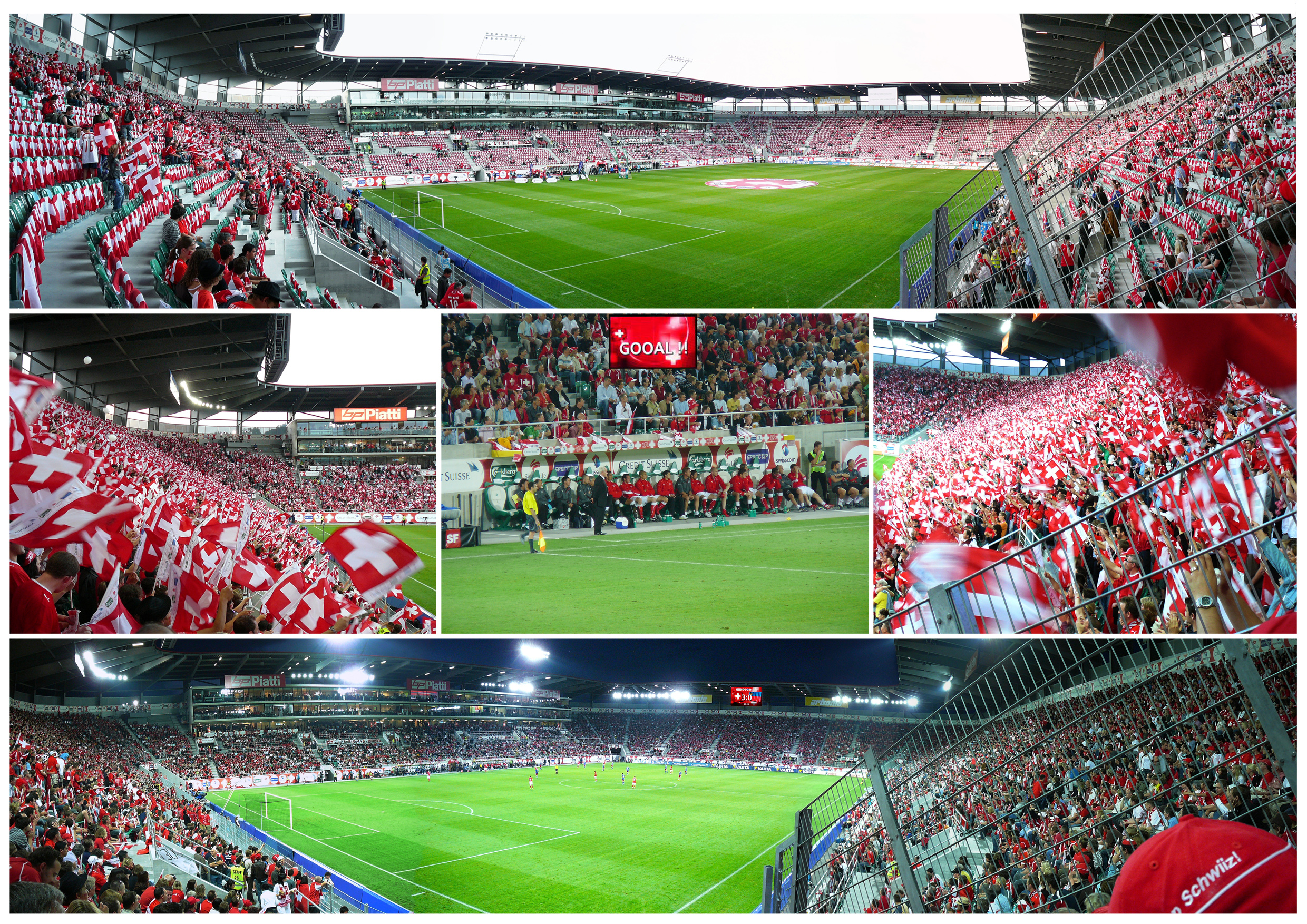
AFG Arena St. Gallen bei einem Spiel der Schweizer Nati

Im Bezug auf die Anzahl der Plätze ist das Reitstadion Gründenmoos das grösste Stadion in St. Gallen: Das im Westen der Stadt liegende Stadion fasst 24'000 Zuschauer, die zugehörige Tribüne hat 1900 Plätze. Dort findet jährlich die CSIO Schweiz statt. In dessen Nähe befindet sich das Fussballstadion Kybunpark (bis 2016 AFG Arena) mit einem Fassungsvermögen von 21'000 Zuschauern. Davon entfallen 16'000 auf Sitzplätze und 5000 auf Stehplätze. Bei europäischen Spielen beträgt die Kapazität 18'000 Sitzplätze. Am 30. Mai 2008 fand das erste Spiel im 410 Millionen Franken teuren Stadion statt, welches die Schweiz mit 3:0 gegen Liechtenstein gewann. Der Kybunpark hat das Stadion Espenmoos (heute: 5700 Plätze) abgelöst, das heute als Breitensportanlage genutzt wird. Mit dem Paul-Grüninger-Stadion (4200 Plätze) existiert ein weiteres Fussball-Stadion in St. Gallen, dort, wo sich die von 1905 bis 1908 bestehende Velorennbahn St. Gallen befand.
Die grösste Hallensportanlage ist die Kreuzbleiche (4200 Plätze), es ist die Heimstätte der Handballclubs TSV St. Otmar und LC Brühl.
Mit der Leichtathletikanlage Neudorf existiert im Osten der Stadt ein Leichtathletikzentrum, es fasst 4200 Zuschauer und hat eine Tribüne mit 850 Sitzen. Im Zentrum der Stadt nahe der Olma-Hallen existiert eine Indoor-Multifunktionsanlage mit Fokus auf Leichtathletik, das Athletik Zentrum St. Gallen mit bis zu 3000 Plätzen. Im Athletik Zentrum befindet sich die einzige permanente 200-Meter-Indoorbahn der Schweiz.
Auf Stadtgebiet existieren zwei Finnenbahnen und drei Vitaparcours-Bahnen. 2013 wurde von einem privaten Verein ein öffentlicher Mountainbike-Flowtrail, der sogenannte WaldeggTrail, angelegt, der auf dem südlich der Stadt gelegenen Eggenhang von der Hüslersegg durch das Wattbachtal zur Hüslersegg führt. Der Bau des letzten Abschnitts, der bis nach St. Georgen führen soll, wurde 2017 in Angriff genommen. Ausserdem gibt es den Rollpark Kreuzbleiche mit drei Bowls und einem grossen Street-Teil.
Für den Schwimmsport existieren die Hallenbäder Blumenwies und das Volksbad sowie die Schwimmbäder Lerchenfeld, Rotmonten wie auch die Naturbäder auf Dreilinden.
Für den Wintersport existieren in der Stadt Eishallen, Langlaufloipen und Skilifte: Beim Unteren Brand hat es zwei Langlaufloipen mit einer Länge von 780 m und 2700 m, in der Notkersegg befindet sich eine Loipe von 2167 Metern Länge. Die Loipe beim Wildpark Peter und Paul misst 800 Meter, jene auf dem Kinderfestplatz 775 Meter. Die Länge der CityLoipe Kreuzbleiche beträgt 1200 Meter. Die Skilifte Beckenhalde und Schlössli befinden sich auf Stadtgebiet. Die Bergstation des Skilifts Vögelinsegg bei Speicher auf 1007 Metern über Meer befindet sich ebenfalls auf Stadtgebiet. Das Eissportzentrum Lerchenfeld, das lokalen Eishockeyvereinen dient, bietet auch einen freien Eislauf an. Dort hat es für den Curlingsport auch fünf Rinks.
| Lift        | Personen/h | Länge | Höhendifferenz | Höhe Bergstation | Anmerkungen                                            |
| ----------- | ---------- | ----- | -------------- | ---------------- | ------------------------------------------------------ |
| Beckenhalde | k. A.      | 300 m | 60 m           | 820 m            | bei St. Georgen                                        |
| Schlössli   | k. A.      | 250 m | 45 m           | 730 m            | bei Haggen                                             |
| Vögelinsegg | 600        | 470 m | 87 m           | 1007 m           | Talstation in Speicher AR, Bergstation auf Stadtgebiet |

### Ältere Darstellungen
- Georg Leonhard Hartmann: Geschichte der Stadt St. Gallen. Hartmann, St. Gallen 1818 (Faksimile in der Google-Buchsuche).
- Bürgerbuch der Ortsbürgergemeinde St. Gallen. Fehr, St. Gallen 1868 (Digitalisat).
- Johann Jakob Bernet: Verdienstvolle Männer der Stadt Sankt Gallen, in Bildnissen und kurzen Lebensnachrichten. Wegelin und Wartmann, St. Gallen 1830 (Scan in der Google-Buchsuche).[78] Unveränderter Neudruck, mit einem Nachwort von Peter Wegelin herausgegeben unter dem Titel: Verdienstvolle Männer, Bürgermeister und Dekane der Stadt St. Gallen in Bildnissen und kurzen Lebensnachrichten (= Veröffentlichungen der Gesellschaft Pro Vadiana. Nr. 14). Verlagsgemeinschaft St. Gallen, St. Gallen 1986.
- August Naef: Chronik oder Denkwürdigkeiten der Stadt und Landschaft St. Gallen. Mit Inbegriff der damit in Verbindung stehenden appenzellischen Begebenheiten. Von der ältesten bis auf die neuere Zeit. Scheitlin, St. Gallen; Schulthess, Zürich 1867 (Digitalisat beim MDZ; Erstausgabe mit anderem Untertitel: Von den ältesten Zeiten bis auf das Jahr 1848. Ebenda 1850, Scan in der Google-Buchsuche).
- Gottlieb Felder: Die Stadt St. Gallen und ihre Umgebung. Natur und Geschichte, Leben und Einrichtungen in Vergangenheit und Gegenwart. Eine Heimatkunde. Band 1 (so vollständig). Fehr, St. Gallen 1916.
- August Hardegger, Salomon Schlatter, Traugott Schiess: Die Baudenkmäler der Stadt St. Gallen. Fehr, St. Gallen 1922.

### Neuere Werke
- Stefan Sonderegger, Marcel Mayer: Sankt Gallen (Gemeinde). In: Historisches Lexikon der Schweiz.  6. Januar 2012.
- Daniel Ammann (Fotos), Marcel Elseneret (Texte): St. Gallen. Stadtporträt. Klosterstadt – Geschichte, Kultur, Szene, Landschaft. AS, Zürich 1999, ISBN 3-905111-37-3.
- Walter Berschin: Die schriftlichen Quellen zur Baugeschichte von St. Gallen ca. 680–1200 n. Chr. Stiftung für Forschung in Spätantike und Mittelalter – HR. Sennhauser, Bad Zurzach 2014 (fsma.ch [PDF; 857 kB]).
- Johannes Duft, Ernst Ziegler, Karl Künzler: St. Gallen. Kloster und Stadt (= Schweizer Heimatbücher. Band 187). Haupt, Bern 1984, ISBN 3-258-03263-7.
- Ernst Ehrenzeller, Walter-und-Verena-Spühl-Stiftung (Hrsg.): Geschichte der Stadt St. Gallen. VGS-Verlagsgemeinschaft, St. Gallen 1988, ISBN 3-7291-1047-0.
- Gesellschaft für Schweizerische Kunstgeschichte (Hrsg.): Die Kunstdenkmäler des Kantons St. Gallen. Die Stadt St. Gallen. In: Kunstdenkmäler der Schweiz. [2 Bände], Birkhäuser Verlag, Basel:
  - Kunstdenkmäler der Schweiz. 37: Band I: Geschichte, Befestigungen, Kirchen [ohne Stift] und Wohnbauten. 1957.
  - Kunstdenkmäler der Schweiz. 45: Band II: Das Stift. 1961.
- Peter Röllin, Daniel Studer: St. Gallen. In: Gesellschaft für Schweizerische Kunstgeschichte (Hrsg.): INSA Inventar der neueren Schweizer Architektur 1850–1920. Band 8. Orell Füssli, Zürich 1996, ISBN 3-280-02410-2, S. 13–183, doi:10.5169/seals-9217 (171 S. 185 Abb., e-periodica.ch – Separatdruck 2003 ISBN 3-9520597-2-2).
- Nathalie Bodenmüller, Dorothee Guggenheimer, Johannes Huber, Marcel Mayer, Stefan Sonderegger, Daniel Studer, Rolf Wirth: St. Galler Stadtführer mit Stiftsbezirk. 4., veränderte und erweiterte Auflage. St. Gallen-Bodensee Tourismus / Typotron, St. Gallen 2010, ISBN 978-3-908151-44-9.
- Peter Röllin: St. Gallen – Stadtveränderung und Stadterlebnis im 19. Jahrhundert. VGS, St. Gallen 1981, ISBN 3-7291-1014-4.
- Peter Röllin, Kunstverein St. Gallen und Stiftung St. Galler Museen (Hrsg.): Stickerei-Zeit. Kultur und Kunst in St. Gallen 1870–1930. 2. Auflage. VGS Verlagsgemeinschaft St. Gallen 1989, ISBN 3-7291-1052-7.
- Hans Stricker: Unsere Stadt St. Gallen. Eine geographisch-geschichtliche Heimatkunde. 2., überarbeitete Auflage. Schulverwaltung St. Gallen, St. Gallen 1979, OCLC 837552582.

### Belletristik
- Oliver Bendel: Die Stadt aus den Augenwinkeln. Alkyon Verlag, Weissach im Tal 2004, ISBN 3-933292-86-7 (Gedichte über St. Gallen).
- Elisabeth Gerter: Die Sticker. Unionsverlag, Zürich 2003, ISBN 3-293-00313-3 (Zur Geschichte der Stickerei).
- Thomas Hürlimann: Fräulein Stark. Roman. Ammann, Zürich 2006, ISBN 3-250-60075-X (Beleuchtet die Stiftsbibliothek sowie die St. Galler Gesellschaft in den 1950er-Jahren).